# Pilgerfahrt zu den drei Schreinen von Kumano

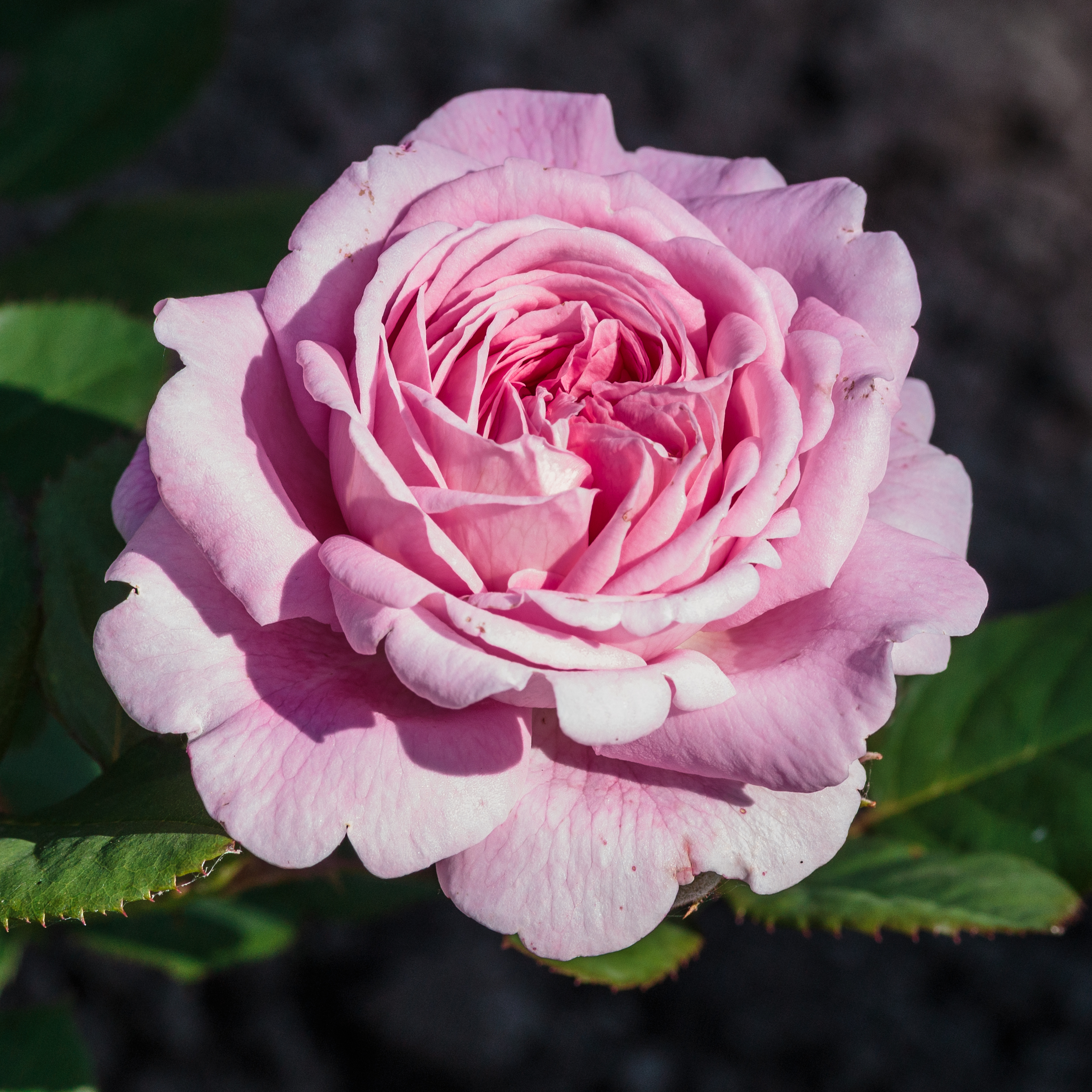
Das Symbol einer blutigen Rose ziert das Cover der englischen Erstübersetzung.

Pilgerfahrt zu den drei Schreinen von Kumano (japanisch 三熊野詣, Mikumano Mōde) ist eine Sammlung von Kurzgeschichten des japanischen Schriftstellers Yukio Mishima, die am 30. Juli 1965 bei Shinchosha veröffentlicht wurde. Sie trägt ihren Namen durch die im selben Jahr veröffentlichte Kurzgeschichte Pilgerfahrt zu den drei Schreinen von Kumano.
Die Erzählungen umspannen zeitlich beinahe die gesamte Karriere des Autors, mit der ältesten Geschichte Die Zigarette vom Juni 1946 und der jüngsten Geschichte Pilgerfahrt zu den drei Schreinen von Kumano vom Januar 1965. Obgleich sie nicht thematisch aufeinander aufbauen, teilen sie sich das zentrale Thema: Keine Kunst aus seinem Leben zu machen, sondern sein Leben selbst zu einem Kunstwerk.
Mishima selbst lebte nach der festen Vorstellung, sein Leben als sein letztes Kunstwerk zu beenden; einer der primären Gründe für seinen ritualisierten Suizid im Jahr 1970.

## 1. Geschichte:Springbrunnen im Regen

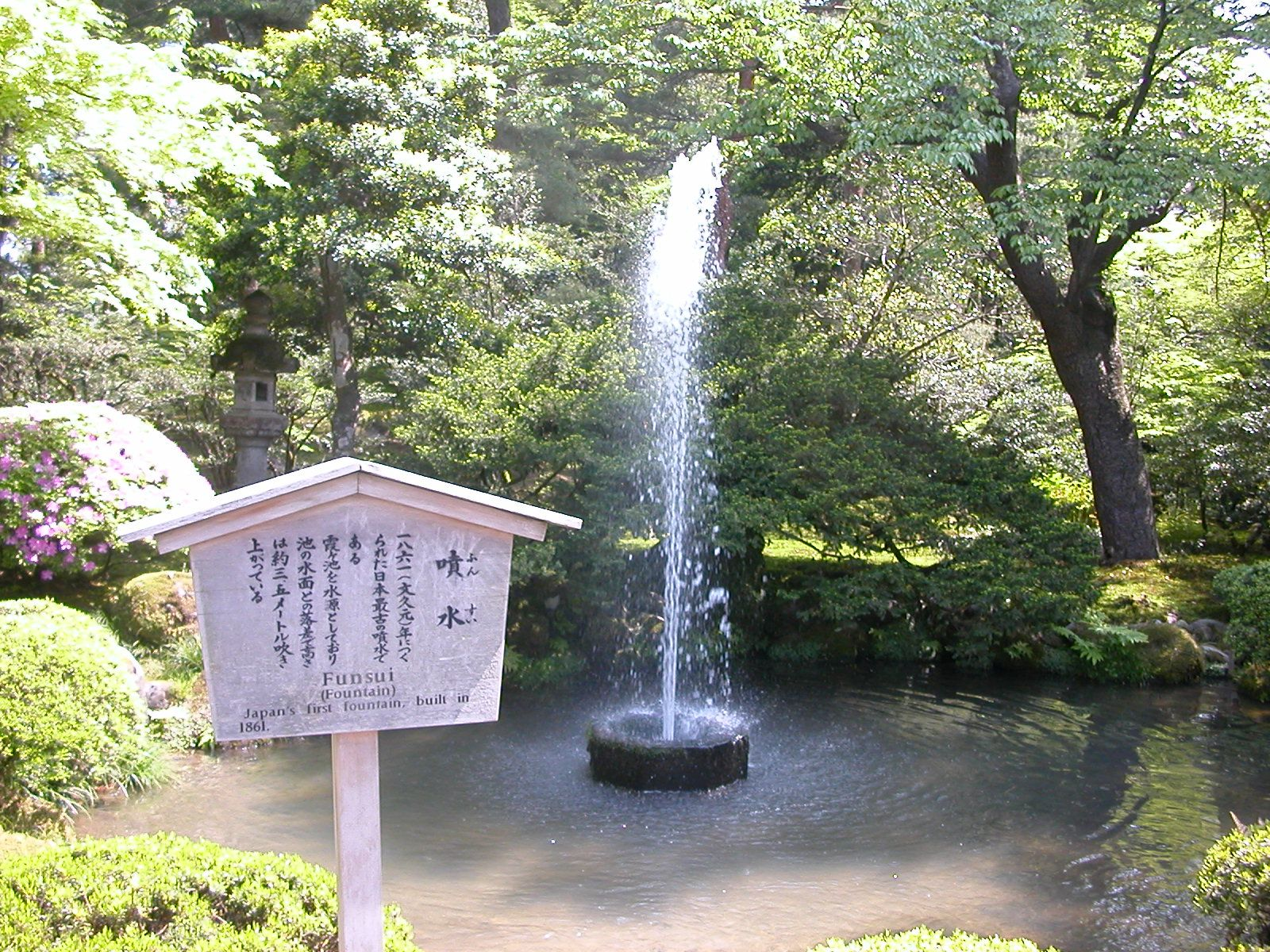
Das dominante Symbol der Geschichte sind die Springbrunnen.

Springbrunnen im Regen (japanisch 雨のなかの噴水, Ame no naka no funsui) ist eine im August 1963 originär veröffentlichte Kurzgeschichte.
Sie handelt von einem jungen Liebespaar, Akio und Masako. Akio trennt sich – wie vom Anfang der Beziehung an perfide geplant – von seiner Freundin, doch als diese nicht aufhört zu weinen, scheint sein Plan zu zerfallen. Um sie weiter zu erniedrigen, besucht er mit ihr drei Springbrunnen, um ihr zu zeigen, dass ihre Tränen nicht mithalten können. Zu seiner Überraschung wird aber er selbst vom Anblick der Springbrunnen in den Bann gezogen und erfährt zudem, dass Masako selbst von der Trennung nicht mitgenommen ist.
Springbrunnen im Regen ist innerhalb Japans ein eher unbekannteres Werk Mishimas, erfreut sich aber im Westen – allen voran den USA – großer Beliebtheit. Allgemeinhin wird sie als Allegorie auf Selbstkontrolle und Erwachsenwerden verstanden.

### Handlung
Die Geschichte beginnt mit einem jungen Mann und einer jungen Frau, die durch den Regen laufen – dies sind die beiden Protagonisten, der Mann Akio und die Frau Masako. In der ersten Szene ist Masako ununterbrochen am Weinen, weil Akio ihre Beziehung beendet hat. Nicht nur das, er ist die Beziehung sogar nur eingegangen, um diese später zu beenden. Weil das Weinen nicht aufhörte und Akio die Blicke der anderen Gäste im Teehaus unangenehm waren, verließ er dieses und Masako lief ihm hinterher, da sie keinen Regenschirm hatte. Nun befinden sich die beide also in den Straßen, bei strömendem Regen. Das Weinen Masakos hört immer noch nicht auf.
Akio beschließt, in einen öffentlichen Garten, in dem drei Springbrunnen stehen, abzubiegen. Er hofft, dass Masako dort sehen kann, dass ihre Tränen nicht mit den Springbrunnen mithalten können und dass dies ihr Weinen stoppen wird. Akio fühlt sich seltsam sicher in seiner Entscheidung.
Die beiden laufen schweigsam durch die Straßen. Akio möchte aus Stolz das Schweigen nicht brechen; er glaubt, Masako warte darauf, dass er etwas zu ihrer Beziehung sage.
Im Garten angekommen, bemerken sie, dass weit und breit niemand außer ihnen da ist. Sie setzen sich hin und Akio wird unerklärlicherweise wütend; er kann sich selbst nicht erklären, weshalb. In Rage rennt er zu den Springbrunnen, Masako folgt ihm und fragt, wo er hingeht. Akio zeigt auf die Springbrunnen und sagt: „Guck, deine Tränen können mit den Springbrunnen nicht mithalten!“
Beide schauen sich die Springbrunnen an, doch es ist Akio, der plötzlich verzaubert von ihnen ist. Fasziniert beobachtet er, wie die Wasserfontänen in die Luft stoßen. Er denkt darüber nach, wie sinnlos es ist, dass das Wasser die ganze Zeit versucht den Himmel zu erreichen, es aber natürlich nicht hinkriegt. Sein Blick richtet sich zum Himmel und er bekommt Regen in die Augen.
Sofort verschwindet das Bild der Springbrunnen aus seinem Kopf. Sie repräsentieren für ihn plötzlich nur noch endlose, sinnlose Wiederholung. Er vergisst seine vorherige Überzeugung und Wut und geht los.
Masako rennt ihm hinterher und fragt, wohin er gehe. Er entgegnet, es gehe sie nichts an und „Ich habe es dir deutlich gesagt!“; verwundert verdreht sie den Kopf und fragt „Was glaubst du denn, was du mir gesagt hast?“ Akio schaut sie entgeistert an und wiederholt seine Worte, die Beziehung beenden zu wollen. In einer normalen, unbeeindruckten Stimme sagt sie ihm, dass sie das im Teehaus gar nicht gehört habe. Schockiert und verwundert fragt Akio, wieso sie dann zu weinen begonnen hatte, und sie meint, es habe keinen Grund gegeben, die Tränen kamen einfach.
Akio gerät in Rage und möchte sie zusammenbrüllen. Er öffnet seinen Mund weit, doch stattdessen niest er. Er schaut nach oben und nimmt sich vor, vorsichtiger zu sein, damit er sich nicht erkältet.

### Formalia

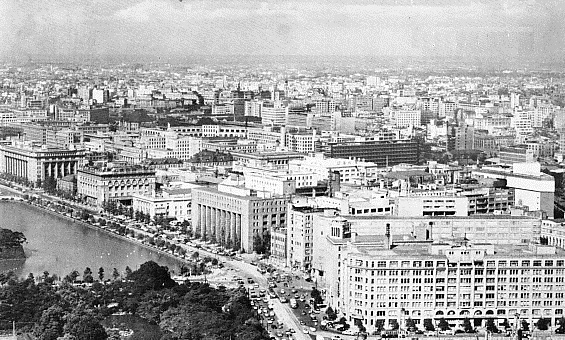
Die Erzählung spielt im Tokio der 1960er Jahre.

#### Erzählperspektive
Die Geschichte wird durch einen personalen Erzähler in Form der 3. Person geschildert. Das gesamte Geschehen wird durch Akio wahrgenommen und dementsprechend verfremdet. Da Akio unaufmerksam und uninteressiert an Masako ist, erfährt der Leser kaum etwas über sie. Die einzigen Hinweise auf ihre Gedanken und Gefühle kommen durch ihre kurzen Sprecheinlagen und selten, wenn Akio beschreibt, was sie gerade tut. Beispielsweise antwortet Masako im Moment, als Akio ihr noch einmal von der Trennung erzählt: „Wirklich? Hast du das gesagt? Ich hab dich nicht gehört.“, in einer "normalen" Stimme. Dieser Moment untergräbt alle Gefühle, die Akio durchlebt hat und dreht das Geschehen auf den Kopf.

#### Symbole
Die Springbrunnen sind das primäre Symbol der Erzählung. Sie werden äußerst sexuell umschrieben. Die Strahlen, die „aus dem Becken Richtung Himmel“ spritzen, sind phallische Symbole und repräsentieren das männliche Genital. Die Becken, die die Springbrunnen umgeben, repräsentieren durch ihre „strahlenden Kurven“ das weibliche Genital. Akios Faszination für die Springbrunnen liegt in seiner Gleichgültigkeit gegenüber Sex. Seine Ambivalenz bezieht sich auch auf seine sexuelle Orientierung. Er beschreibt zuerst die Becken voller Wasser, aber gesteht sich ein, von ihnen „weniger mitgenommen“ zu sein als von den Strahlen. Während er die Strahlen beobachtet, gerät Akio in eine sexuelle Tagträumerei. Diese verstärkt sich weiter, als sich sein Augenmerk auf das große Becken richtet. Im Gegensatz zum Penis zeigt diese phallische Erfahrung aber einen „ewigen Nachschub.“ Das Becken hat etwas, das Akio möchte: „immerwährende Macht.“

#### Schauplatz
Obwohl der Ort nicht genannt wird, wird anhand der Beschreibung klar, dass es sich um Tokio handelt. Indem Mishima den Stadtnamen nicht offenlegt, etabliert er, dass die Geschichte überall und in jeder Kultur passieren könnte.
Der anonyme Ort ist des Weiteren wichtig, da er Akios Isolation zu sich selbst und Anderen repräsentiert. Das Teehaus ist durch das Klirren der Teetassen, die Gäste und die Kasse laut, unangenehm und überwältigend – diese Geräusche spiegeln Akios Gefühl in dem Moment wieder. Er ist überreizt und aufgeregt, seine Beziehung zu beenden, dennoch ist er nicht so sehr mit sich im Reinen, wie er es sich einredet. Der Ort ist außerdem wichtig, da die Lautstärke der Grund ist, weshalb Masako ihn nicht hören kann.
Als die beiden das Teehaus verlassen, wechselt die Szenerie. Draußen folgt Masako Akio „leise“; er selbst läuft „schweigsam.“ Die Seitenstraßen sind leer; ergo befinden sich Akio und Masako in kompletter Isolation. Als sie den Garten erreichen, ist „keine Seele weit und breit“ zu sehen, aber „hinter dem Garten war ein großer Umzug von nassen LKW-Hauben und Busdächern in rot, weiß oder gelb.“ Akio ist sich bewusst, dass die Welt weiterläuft, aber in diesem Moment ist er kein Teil von ihr.

### Themen

#### Liebe
Obwohl Akio Masako nicht liebt, ist es dennoch ein Thema, aufgrund der Liebe, die Akio ihr versprochen hat. Das Versprechen hat er nur abgegeben, um eine Beziehung mit ihr eingehen und sich dann von ihr trennen zu können. Akio hat keinen emotionalen Bezug zu Masako, doch er glaubt, sie habe einen zu ihm und dass ihre Liebe der Grund für die Tränen sei. Am Ende der Geschichte stellt sich heraus, dass auch Masako ihn nicht liebt. Mit ruhigen, unbeeindruckten Worten nimmt sie die Trennung ohne Gefühlsregung hin.

#### Sexualität
Das Thema Sexualität zieht sich durch die Geschichte. Akio glaubt, dass mit Masako zu schlafen der Schlüssel wäre, damit sie ihn liebt und auch glaubt, dass er sie liebe. Akio verbindet also Sex und Liebe fest miteinander, obwohl er selbst nicht glaubt, in Masako verliebt zu sein. Akio ist stolz auf seine Fähigkeit, seine Sexualität zu kontrollieren und sieht sich fälschlicherweise als „frei von der Dominanz der Lust.“ Als er mit den Springbrunnen konfrontiert wird, wird die Wahrheit enthüllt: Akio ist fasziniert von dem ausgestoßenen Wasser, welches unter seiner Betrachtung eine vieldeutige sexuelle Symbolik annimmt.

#### Täuschung
Die Kunst der Täuschung ist essentiell für Akios Plan, auch wenn er nicht gut darin ist. Er täuscht vor, in Masako verliebt zu sein, obwohl er es nicht ist; und er glaubt, Masako habe sich in ihn verliebt, doch auch das war falsch. Nicht nur täuscht er sich selbst, indem er seine sexuelle Lust unterdrückt, er täuscht sich auch, indem er sich einredet, nur von Frauen angezogen zu sein, obwohl er in Form der Springbrunnen auch fasziniert von Bildern ist, die männliche Ejakulation simulieren. Durch den größten Teil der Geschichte befindet sich Akio in einem Zustand der Selbsttäuschung. Am Ende hingegen denkt er einen natürlichen, aber banalen Gedanken: „Wenn ich nicht aufpasse, erkälte ich mich.“ Das Ende demonstriert, wie sehr Akio durch seine Selbsttäuschung bereits verdorben wurde.

#### Emotionale Transformation
Akio durchlebt verschiedene Emotionen über den Verlauf der kurzen Erzählung:
1. Als er sich mit Masako im Teehaus hinsetzt, ist er aufgeregt und erfreut, die Beziehung beenden zu können. Er glaubt, dies werde ihm zu mehr Selbstbewusstsein verhelfen.
2. Als Masako auf einmal zu weinen beginnt, schämt er sich. Er möchte von ihr weg, aber kann es nicht, da sie keinen Regenschirm hat.
3. Als er den Plan mit den Springbrunnen entwickelt, ist er freudig erregt. Er glaubt, es sei ein schlechter Scherz auf Kosten Masakos, mit dem er sie erniedrigen kann.
4. Als sie an den Springbrunnen ankommen, ist er plötzlich unerklärlich wütend. Er empfindet keine Freude mehr durch seinen ursprünglichen Plan. Er rennt vor Masako weg, zu den Springbrunnen, aber sie folgt ihm.
5. Als nächstes ist Akio fasziniert und gebannt von der Bewegung des Wassers. Als dies vorbeigeht, wird er ausdruckslos. Er wandert ohne Gedanken zu Masako.
6. Dann erfährt er, dass die Trennung gar nicht der Grund für ihre Tränen war, und ist geschockt.

#### Kontrolle und Selbstkontrolle
Das Allerwichtigste für Akio ist Selbstkontrolle. Er sieht sich als jungen Mann mit außerordentlicher Selbstkontrolle, aber seine Handlungen zeigen das Gegenteil. Um sich zu überzeugen, dass er über Selbstkontrolle verfügt, versucht er Kontrolle über Andere zu erlangen; deshalb möchte er auch mit Masako ausgehen, um sich direkt von ihr zu trennen. Die Elemente der Erzählung – das heißt zuerst Akios Beharrlichkeit, wie knallhart er sei, selbst gegen die Hürden sexueller Lust und danach seine Faszination mit den Springbrunnen – zeigen, dass er tatsächlich kaum über Selbstkontrolle verfügt. Masakos nüchterne Reaktion zu der Trennung zeigen zusätzlich, wie wenig Kontrolle er auch über Andere hat.

### Figuren

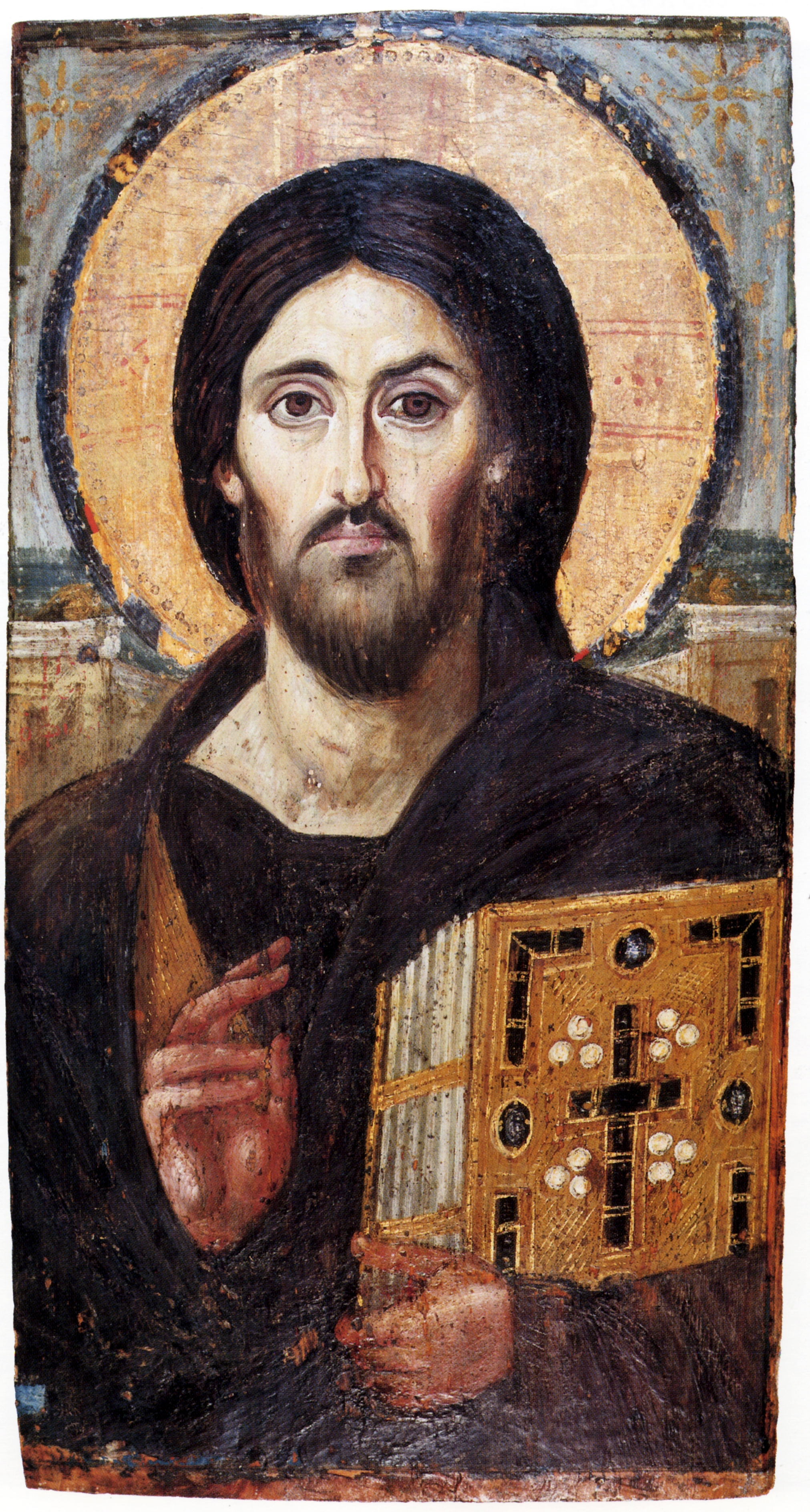
Henri besucht ein Sinnbild Christus.

#### Akio
Akio ist der Protagonist der Erzählung. Er trifft sich am Nachmittag mit seiner Freundin, um sich von ihr zu trennen; er hat sie tatsächlich nur umworben in der alleinigen Absicht, sich später von ihr zu trennen. Akio versucht verzweifelt, Masako zu kontrollieren, da er unterschwellig seine fehlende Selbstkontrolle bemerkt. Diese wird auch durch seine plötzliche Faszination für die Springbrunnen verdeutlicht: Er sucht die Springbrunnen auf, um Masako zu erniedrigen, ist aber letztlich selbst von ihnen fasziniert. Am Ende wird ihm klar, wie die Springbrunnen eine sexuelle Präferenz in ihm regen, die er vorher abgestritten hat. Er entsinnt sich des Jungen, der er einst war, und akzeptiert die Banalität des Lebens.

#### Masako
Masako ist Akios (Ex-)Freundin und Studentin. Sie scheint verzweifelt auf die Trennung zu reagieren, doch am Ende stellt sich heraus, dass es gar keinen Anlass für sie gab, zu weinen. Als sie erfährt, was Akio zu ihr im Teehaus gesagt hat, ist sie ungerührt. Ihre Weigerung, vom Regenschirm abzulassen, könnte hingegen als Weigerung die Trennung zu akzeptieren verstanden werden.

### Analyse

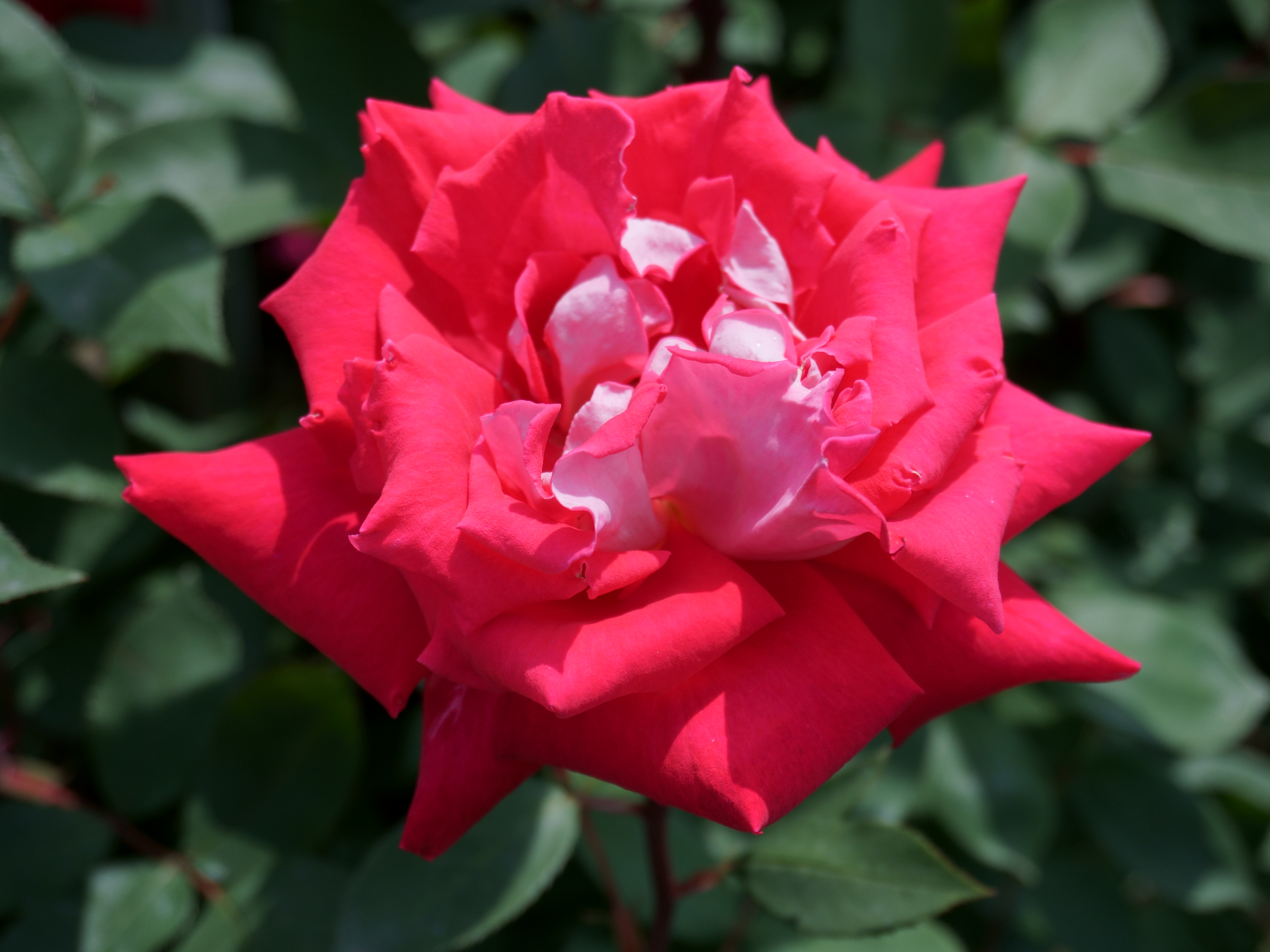
Die Farbe Rot zieht sich vor allem in Gestalt von Blumen durch die Geschichte.

#### Disparität in der Macht der natürlichen und mechanischen Welt
Akio ist ein berechnender junger Mann; angetrieben durch einen Plan, ähnlich wie ein Ingenieur, der ein Gebäude entwirft. Es gibt aber eine große Schwäche in Akios Berechnung: einen toten Winkel, verursacht durch seine eigenen Obsessionen. Akio scheitert daran, den Unterschied zwischen der mathematischen Präzision der mechanischen Welt und der emotionalen Ambiguität der Natur zu erkennen.
Nach Philipp Shabecoff, für The New York Times, sind die meisten von Mishimas Protagonisten „Antihelden, physisch oder psychologisch verletzt.“ Sie sind „geplagt von Obsessionen mit Schönheit, Sex, Verstümmelung oder Märtyrertum.“ Mishima selbst sei „fasziniert von Blut, Schmerz und Terror.“ Innerhalb dieser Elemente soll Akio, eine unsympathische Figur, die psychologisch verletzt wurde und deshalb die Obsession entwickelte, selbst Schmerz zu verursachen, wiedererkannt werden können. Sein Opfer ist Masako. Welche Emotionen genau diese Obsessionen verursacht haben, ist unklar; es ist aber klar, dass er die Beziehung aus einem bestimmten Grund eingegangen ist – dieser Grund zeigt sich, wenn Akio Masakos Schmerz in ihren Tränen wiedererkennt. Doch diese Charakteristiken von Akios Persönlichkeit sind nur oberflächlich – die wahre Geschichte liegt unterhalb der Obsessionen, und zwar darin, dass das Leben nicht so mechanisch ist wie Akio ursprünglich dachte.
Akio beginnt überzeugt, seine Intrige scheint schon lange zu laufen. Durch seine vorgespielte Liebe „beseitigte er Masakos Schutzwall.“ Er sieht sich selbst als Schauspieler, Regisseur und Produzent seiner eigenen Show. Indem er den Höhepunkt seiner Geschichte ausspricht, „Es ist Zeit, die Beziehung zu beenden“, wartet er auf die im Voraus geplante Reaktion, ganz nach seinem Skript: eine Bestätigung Masakos, dass sie ihn gehört hat. Sie weint. Bis dato scheint alles perfekt zu laufen, wie eine gut geölte und gepflegte Maschine.
Aus Masakos Augen, die „nicht länger Augen waren“, fließen Ströme an Tränen, die „nichts aussagen.“ Natürlich sieht nur Akio die Reaktion so; er sieht die Tränen, wie ein Klempner eine undichte Röhre sähe. Masakos Tränen sind bloßes „Wasser“, das Geschehen folgt weiterhin seinem Szenario: „Es war genau, wie er geplant hatte.“, es war eine „prächtige Leistung, wenn auch ein wenig mechanisch.“ Akio freut sich über die Ereignisse, denn schließlich habe er sich selbst von der „Dominanz der Lust“ befreit. Er erschuf eine Macht, wie ein Mechaniker, der ein Automobil baut und zum ersten Mal den Motor anschaltet. Das Äquivalent zum Brummen des Autos sieht er im Weinen Masakos, seiner Kreation.
Dummerweise beginnt das reale Geschehen hier vom Szenario abzuweichen, denn Masako weint wesentlich länger als gedacht. In diesem Moment bemerkt Akio in Masakos Mantel ein rotes Taschentuch, Rot als die Farbe von Leidenschaft und Emotion. Beim ersten Überlesen wirkt das Zusammentreffen mit der Farbe insignifikant, genauso wie es auch für Akio egal gewesen sein wird, als er sie das erste Mal sah. Er später wird sie wichtig. Denn eventuell sind Emotionen nicht so mechanisch wie Akio antizipiert hatte. Die Farbe Rot war an Masakos Körper angebracht. Sind es also Masakos Emotionen oder die Emotionen von Akio für sie?
Im direkten Anschluss versucht Akio sich an sein Drehbuch zu erinnern und seine Gefühle wieder zu mechanisieren. Er hört Masakos Atmen und vergleicht es mit dem „Knartschen neuer Schuhe.“ Später nennt er sie einen „Tränensack“ und „ungewollten Ballast.“ Als er sie unterm Regenschirm aus Versehen anrempelt, fühlt sich ihre Regenjacke an wie von einem „Reptil.“ Durch solche rhetorischen Spiele bewahrt Akio Distanz von Masako, indem er sie zu einem leblosen Objekt oder bestenfalls einer kaltblütigen Schlange reduziert.
Akio erinnert sich, dass er unnahbar und gefühlsstarke bleiben muss. Deshalb konzentriert er sich auf seinen Plan, Masako zu den Springbrunnen mitzunehmen. Er glaubt, es sei Masakos wegen, dass er zu den Springbrunnen läuft, und verdrängt dabei seine eigenen Bedürfnisse, die ihn das Bild der Springbrunnen überhaupt ins Gedächtnis gerufen haben. Er möchte Masako zeigen, dass ihre emotionalen Tränen nicht mithalten können mit dem mechanischen Springbrunnen; schließlich verwendet dieser das Wasser wieder, während Masakos Tränen auslaufen werden. Der Brunnen ist utilitaristisch und effizient; Masakos Tränen und damit alle ihre Emotionen, seien sinnlos.
Hier zeigt sie eine weitere Lücke im Plan Akios: „Mit all dem ganzen Regen und den Tränen fühlt Akio langsam, wie sein ganzer Körper nass wird.“ Dies ist die erste unterschwellige Erwähnung von Akios Gefühlen: Nicht nur ist er klitschnass durch den Regen, auch Masakos Tränen gehen ihm nahe. Und genau in diesem Moment sieht Akio wieder die Farbe Rot, dieses Mal sind es die „roten Stühle in dem Hotelrestaurant; kaum sichtbar.“ Auch sein Umfeld beginnt anders auszusehen: „Der Regen sieht in Masakos Haaren nach schönem, weißen Tau aus“, der Wasserausguss am Springbrunnen sieht es wie „gewölbte Glasrohre.“ Etwas ändert sich in Akio, aber er weiß nicht, was.
Eine Vielzahl an Farben folgt: Ein grelles Grün der Sträucher und eine Vielzahl an Farben auf den Autos und LKWs; genau in diesem Augenblick merkt Akio, wie seine Wut sich steigert. Er ist mit „obskurer Unzufriedenheit“ erfüllt, die er gar nicht genau zuordnen kann. Es ist gar nicht Masakos Weinen, sondern etwas Größeres, das er nicht greifen kann. Der Verkaufsautomat – als Beschreibung von Masakos Tränen – scheint defekt zu sein. Diese Dysfunktion von Akios mechanischer Metapher führt bei ihm zu Frustration. Er merkt eine Hürde, die „seine Freiheit zu feuchtem Schund“ reduziert. In anderen Worten: er verliert die Kontrolle. Sein kalkulierter Plan zerfällt.
Um die Kontrolle wieder zu übernehmen, möchte Akio neuen Schmerz verursachen. Es handelt sich offensichtlich um einen Notplan, der bei Weitem nicht so ausgearbeitet ist, wie sein gescheiterter Ursprungsplan: wenn Masako ihm schon seine Pläne durchkreuzt, soll sie zumindest mehr leiden; demnach läuft er mitsamt dem Regenschirm los, damit sie durchnässt wird. Gleichzeitig führt er sie damit näher zum Springbrunnen. Sein Selbstbewusstsein wird wieder aufgebaut und er fühlt wieder Kontrolle. Er fühlt sich wieder imstande, zu beweisen, dass seine Beziehung mit Masako rein mechanisch ist. Wenn er läuft, folgt Masako – „wie vorprogrammiert“.
Hier kommt ein weiterer Umsturz seines Plans. Als Masako den Regenschirm erreicht, greift sie ihn, damit er nicht weiter wegläuft. Masako hat hier zum ersten Mal aktiv in Akios Plan eingegriffen; außerdem ist es das erste Mal, dass sie spricht, wodurch Akio seinen Fokus verliert: „Wo gehst du hin?“ Akio hat außer der Trennung keine weiteren Zeilen eingeplant und dennoch antwortet er „problemlos.“ Sein Entgegnung ist nichts neues, sondern nur ein weiterer Hinweis, wie der Springbrunnen ihr überlegen ist. Was aber neu ist, ist Mishimas Hinweis auf die Körpersprache der Beteiligten: „Sie neigten den Regenschirm so, dass sie sich nicht mehr in die Augen schauen mussten, sondern ihre ganze Aufmerksamkeit auf die drei Springbrunnen richten konnten.“ Zum ersten Mal in der Erzähler handeln Akio und Masako einheitlich. Mishima betont, dass das Wasser der Springbrunnen und das Wasser des Regens „nicht auseinanderzuhalten“ sind; auch sie werden zu einer Einheit.
Wieder verweist Mishima darauf, dass die Sachen nicht sind, wie sie scheinen. Das mechanische Dröhnen des Verkehrs und die Lautstärke des Brunnens flechten sich „so eng in die frische Luft“, dass die beiden „umschlossen von Ruhe“ sind. Das Wasser an der Spitze des Strahls ist „fast zu puderig, um echtes Wasser zu sein“ und das Wasser am Beckenboden wird zu einer „weißen Mähne.“ Diese Visionen, diese Dinge, die nicht sind wie sie sein sollten, verstören Akio. Seine Gedanken sind von Gedanken an das Wasser gestört. Zu seiner Überraschung belehren ihn dieselben Springbrunnen, die eigentlich Masako belehren sollten.
Als Akio die Spitze des Strahls beobachtet, erkennt er, dass das Wasser nie sein Ziel erreichen wird, den Himmel zu erreichen. Fast automatisch hebt er seinen Blick höher und – vollgeströmt von Regen – ist er fasziniert von der natürlichen Welt, sodass das Bild des Springbrunnens aus seinen Gedanken verschwindet: „Plötzlich scheinen Springbrunnen im Regen nicht mehr zu repräsentieren als eine endlose Wiederholung eines blöden und sinnlosen Prozesses.“ Mit dieser Erkenntnis vergisst Akio nicht nur den Springbrunnen, sondern auch seine Wut, seine Frustration und seinen Plan.
Zum Ende der Geschichte wird sein gesamter Plan, inklusive aller falschen Emotionen und Fallen, durch Masakos Entgegnung und den Verlust ihrer Tränen zerstört. Er stammelt und wiederholt seine Trennungszeile, dieses Mal aber wesentlich weniger überzeugend und stotternd. Die Sachen ändern sich schnell und ungeplant. Masako spielt nicht die geplante Rolle, doch nur Akio scheint davon verwundert zu sein. Während Akio nochmals die Trennungsworte wiederholt, sieht er im Hintergrund „blühend rote Azaleenbusche.“ Die Farbe Rot ist nun omnipräsent in der echten Welt und damit wird Akios Eifer vollkommen zerstört. Er glaubt, wegen seines gescheiterten Plans wütend zu sein, und versucht zu brüllen, aber niest nur. Und genau dieses Niesen erinnert ihn an seine eigene Verwundbarkeit: „Wenn ich nicht aufpasse, erkälte ich mich.“ Seine Selbstsicht hat sich geändert, ähnlich wie sich die Sicht auf die Springbrunnen geändert hat, die er einst für größer als Masakos Tränen hielt.

#### Akios Bemühungen, seine Selbstkontrolle zu beweisen
Akio repräsentiert die Starrheit und Notwendigkeit von Selbstkontrolle. Sein Plan, eine Frau zu verführen und zu brechen, ging auf. Die Kunst, Frauen zu manipulieren, bezeichnet Akio als etwas, das „nur den männlichsten aller Männer gebührt.“ Doch sein Drang, sein Männlichkeit zu beweisen, kommt von seiner Unsicherheit: Akio fürchtet im Unterbewusstsein, die Kontrolle über sich zu verlieren. Deshalb versucht er sich selbst zu stärken, indem er die Kontrolle über Andere erlangt. Er spricht sich selbst Persönlichkeitszüge zu, die er gerne hätte; beispielsweise behauptet er mehrfach, er sei „gefestigt“ – eine glatte Lüge, wenn seine starken Stimmungsschwankungen betrachtet werden. Selbst der Moment seines größten Erfolges, der Trennung von Masako, wird durch seine Schwäche untergraben: anstatt fest und ernst zu reden, spricht „mit einem beklagenswerten Fehlen von Klarheit, mit einem ratternden Störgeräusch aus seiner Kehle.“ Seine Angst ist evident, dennoch zieht er es durch und erreicht dadurch seine „prächtige Leistung.“ Eine solche Macht über einen anderen Menschen auszuüben, sieht Akio als „neu gefundenes Zeichen seines Heranwachsens.“
Akio fühlt sich durch Masakos Tränen unterdrückt, denn sie repräsentieren seine Unfähigkeit, sie abzuschütteln. Obwohl er sich eingeredet hat, lediglich die Beziehung zu beenden, fühlt er sich ihr gegenüber verpflichtet. Selbst nach der Trennung verbringt er mit ihr den Nachmittag, da sie ihren Regenschirm vergessen hat. Das Gefühl von Freiheit, das er sich erhoffte, kann nicht kommen, solange sie noch weint. Er fühlt „Frustration… der Regen, die Tränen, der bleiche Himmel, der über ihm hängt wie eine Mauer.“
Indem er Masako zu den Springbrunnen bringt, erwächst nur seine eigene Faszination mit diesen. Sie enthüllen seine unterdrückten sexuellen Gefühle sowohl für Männer als auch Frauen, obwohl er vorher abgestritten hat, überhaupt eine Sexualität zu haben; er habe mit Masako geschlafen, obwohl er „immer frei von der Dominanz der Lust“ war. Sein Blick auf die Springbrunnen widerlegt dies.

### Hintergrund

#### Schreibprozess und Inspirationen

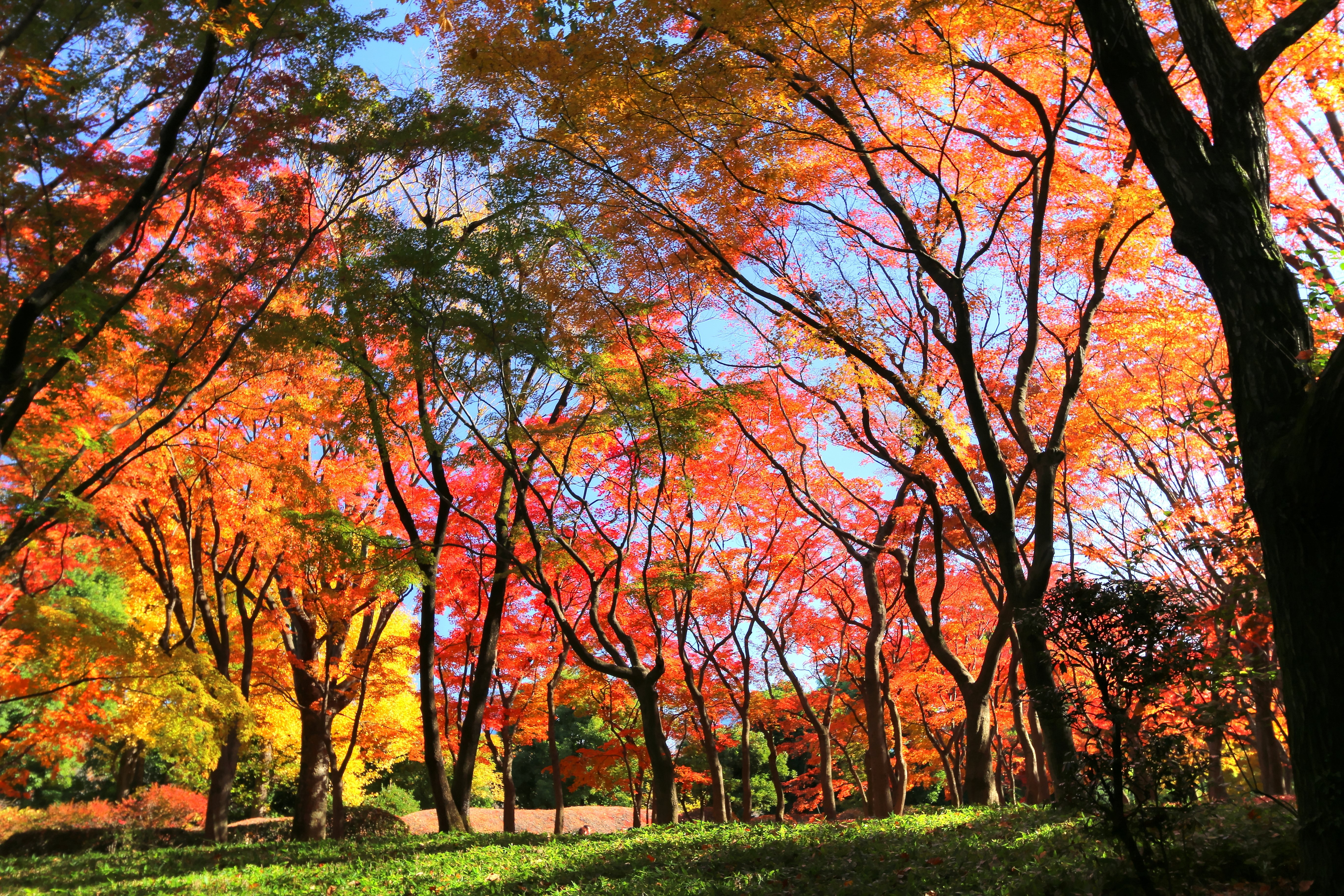
Die Idee kam Mishima, als er mit seiner Familie den Kokyogaien Nationalgarten besuchte.

Mishima kam die Idee zur Erzählung, als er mit seiner Familie den Kokyogaien-Nationalgarten, südlich des Kaiserpalastes im Tokioter Stadtteil Chiyoda besuchte. Vor den berühmten drei Springbrunnen sah er ein Paar, das für „mehrere Minuten“ schweigsam die Brunnen observierte. Mishima beschloss daraufhin, die Geschichte über „einen gewöhnlichen Jungen und ein gewöhnliches Mädchen“ zu schreiben. Die Beschreibung der drei Springbrunnen in der Erzählung ist an die Brunnen des Nationalparks angelehnt.
Die komödiantischen Aspekte der Erzählungen wurden maßgeblich durch Auguste de Villiers de L’Isle-Adam beeinflusst:

„Ich habe eine Vorliebe für seichte Komödien, die unter der Oberfläche mit Grausamkeit, Vulgarität und Poesie gespickt sind. Ich wollte schon immer Komödien wie Villiers de L’Isle-Adam schreiben können.“

#### Veröffentlichung
Springbrunnen im Regen wurde originär in der Augustausgabe des Shinchō-Magazins veröffentlicht. Ein wenig später, am 11. November 1963, erschien sie auch im Frauenmagazin Josei jishin.

### Rezension
John Bester nannte die Kurzgeschichte eine „seichte, humorvolle Darstellung einer Beziehung.“ Roy Starrs für The Journal of Asian Studies, ein Journal der University of Cambridge, nannte sie eine „zynische Studie über einen herzlosen, aber dummen jungen Mann, der versucht seine Freundin loszuwerden.“ Paul Anderer, ein Kritiker für Los Angeles Times, schrieb: „Akio lässt sich auf eine romantische Achterbahnfahrt ein, aber nicht für seine Freundin – das wäre banal und vorhersehbar – sondern für die Chance, sie im Stich lassen zu können.“
J. M. Ditsky schrieb über Springbrunnen im Regen im Gesamtkontext der Sammlung: „Wenn ich ein auffallendes gemeinsames Thema nennen müsste, das sich durch die alle sieben Geschichten zieht, dann ist es der Versuch des männlichen Egos, sein Umfeld, inklusive anderer Personen, zu kontrollieren.“

## 2. Geschichte:Rosinenbrot

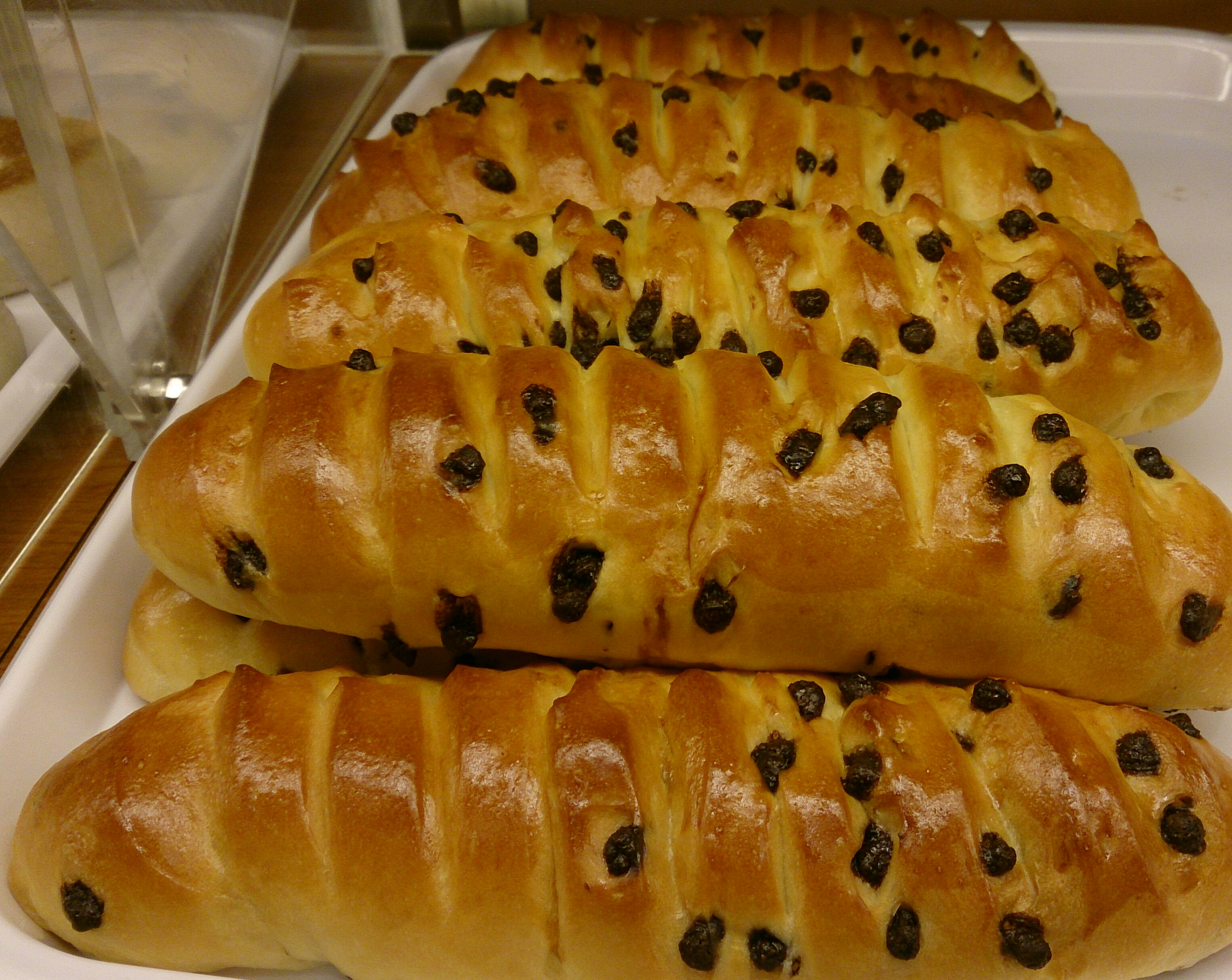
Titelgebend ist das gleichnamige Gebäck.

Rosinenbrot (japanisch レーズンパン, Rēzunpan) ist eine 1963 veröffentlichte Kurzgeschichte, die sich mit dem Verfall der modernen Gesellschaft auseinandersetzt.
Sie handelt vom depressiven Jack, der mit seinen Freunden eine Tanzfeier am Strand veranstaltet und dabei mit den „Absurditäten“ des modernen Lebens konfrontiert wird. Wieder Zuhause angekommen, isst er ein von Ameisen befallenes Rosinenbrot und liest seine Lieblingsgeschichte Die Gesänge des Maldoror, ehe sein Bodybuilder-Freund Gogi mit seiner Bekanntschaft in das Apartment stürzt und wilden Sex hat. Aufgrund seiner angedeuteten Impotenz soll Jack ihm helfen, indem er das Becken der Frau oben hält. Gogi bedankt sich, verlässt das Apartment und lässt Jack mit der Frau in einer surreal anmutenden Situation zurück.

### Handlung

#### Einleitung
Die Erzählung folgt dem 22-jährigen Junggesellen Jack, der mit seinen Freunden Peter, Harry, Hymenara, Gogi und Kiko Urlaub am Yuigahama-Strand, Kamakura macht. Er wird beschrieben als Mann aus „einer klaren kristallinen Substanz“, dessen einziges Ziel es ist, „unsichtbar“ zu werden. Er ist Experte der englischen Sprache, in seiner Freizeit Übersetzer von Science-Fiction-Erzählungen, und hat in der Vergangenheit versucht, sich zu töten. Sein Gesicht ist nach all seinen Erfahrungen zu einem aus „Elfenbein“ geworden; er könnte „wiederholt geschlagen werden, ohne eine Reaktion zu zeigen.“ Um unsichtbar werden zu können, versucht Jack alles überflüssige an sich loszuwerden: Muskeln und Fett. Nur noch ein „schlagendes Herz“ und die „Idee“ sind ihm verblieben.
Der Taxifahrer lässt Jack mitten im Nirgendwo raus, weshalb sich dieser genötigt sieht, die Strecke zum vereinbarten Treffen mit seinen Freunden zu laufen. Der verhältnismäßig kurze Weg wird für Jack, der zuvor fünf Barbiturate genommen hat, ein reiner Horrortrip: Die Dunkelheit scheint ihn zu verfolgen und aufgrund von mehreren Autors, die an der Küste stehen, fühlt sich Jack verfolgt und beginnt trotz seiner schwächlichen, kränklichen Physis zu rennen. Die Steine, die die Straße pflastern, erheben sich in seinen Gedanken, um ihn den Weg zu versperren und nach einiger Zeit sieht Jack große Schatten, die sich aber nur als die Schatten seiner Freunde herausstellen, die bereits am Lagerfeuer auf ihn warten. Irritiert wirbelt er mit seinen Armen um sich und trifft etwas „schwitziges“, aber „unnatürlich Kaltes“, was sich nur als die Schulter seines afroamerikanischen Freundes Harry herausstellt. Obwohl es wehtut, nimmt er Jack den Schlag nicht übel und trommelt einmal laut auf die Conga zwischen seinen Beinen, um deutlich zu machen, dass alle da sind.

#### Tanzfest

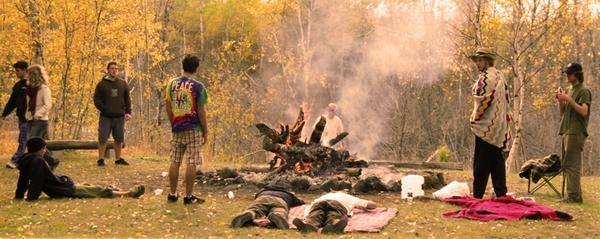
Das Tanzfest findet um ein großes Lagerfeuer statt.

Der Plan der Gruppe wird erklärt: Sie planen ein großes Grillfest mitsamt einem „primitiven Tanzritual“ irgendwo am See. Um einen passenden Ort dafür zu finden, haben sie sich aufgeteilt, um letztlich am Lagerfeuerplatz zu enden. Das Weltbild der Freunde wird anhand deskriptiver Sprache deutlich: für die jungen Leute sind „Neonschilder, schmuddelige Filmposter, Abgase und Autoscheinwerfer ein Ersatz für die Sonne der ländlichen Gegenden, den Geruch des Feldes, Mooses, Haustiers.“ Dementsprechend möchte die Gruppe die „Welt von ihrer Dummheit reinigen“, indem sie selbst etwas „Dummes“ veranstalten.
Die Party hat begonnen und circa vierzig Personen der „Bourgeoisie“ tanzen auf dem wie gepflastert aussehenden Strandboden; obwohl sich Jack mittlerweile an die Dunkelheit gewöhnt haben müsste, kann er aber keine der Personen ausmachen. Kiko sieht Jack aus der Ferne und bemerkt seine Irration; sie läuft zu ihm und zieht ihn an seinem Arm zur Gruppe: „Wir haben am Bahnhof auf dich gewartet, aber weil du ja sonst auch immer kurzfristig absagst, sind wir schon mal ohne dich los.“ Die restliche Gruppe empfängt Jack freundlich, nur Gogi sitzt in der Ecke und schmollt, weil „sein Mädel“ noch nicht da ist. Peter ist von oben bis unten geschminkt und trägt einen Afro, mit dem er später einen Zaubertrick vorführen will. Gogi ist ein leidenschaftlicher Bodybuilder. Obwohl er wie die anderen an die „Sinnlosigkeit des Lebens und die Dummheit der Menschen“ glaubt, ist er der einzige, der dennoch penibel auf sein Äußeres achtet.
Jack mag Gogi nicht wirklich: „Sein fast aggressiv aussehender Körper, seine unnötig laute Stimme, seine Dauerpräsenz, alles macht seine Präsenz unangenehm.“ Plötzlich unterbricht Jack das oberflächliche Gespräch seiner Freunde: „Wisst ihr was? Es war genau so eine Nacht wie diese hier, als ich versucht habe mich umzubringen. Ungefähr zur selben Zeit vor einem Jahr. Vielleicht besucht ihr ja alle gerade meine zweite Gedenkfeier.“ Seine Freunde lachen über den unpassenden Kommentar und auch Jack reflektiert, dass wohl auch durch seinen Tod die „schmutzige bourgeoise Klasse nicht mitverschwinden würde.“ Das letzte Mal wurde er nur ins Krankenhaus geliefert und als er wieder aus seinem Koma erwacht war, war die Welt immer noch dieselbe. Und „da die Welt unheilbar zu sein scheint, beschloss er einfach selbst ein besserer Mensch zu werden.“
Peter nimmt Jack an der Hand und führt ihn zum Lagerfeuer: „Kennst du Gogis Mädel?“, „Nein, sollte ich?“, „Ich kenne sie auch nicht, aber sie soll eine Bombe sein. Zumindest meint das Gogi.“ Die beiden überlegen, ob sie eventuell bereits da ist, aber bei der Menschenmenge und der Dunkelheit einfach noch nicht gesehen wurde. Jack holt für seine Freunde eine Runde Bier und obwohl der Weg kurz ist, stolpert er mehrfach über Steine, Rucksäcke und ein küssendes Paar, das sich trotz seines mehrfachen Räusperns nicht vom Platz bewegt.
Die geplante Zeremonie beginnt: Das Lagerfeuer wird wieder entfacht, die Trommel spielt lauter und Peter tanzt lautstark mit mehreren Fremden. Jack versucht Peters Freude zu sehen verstehen: „Wieso tanzt er? Weil er mit etwas unzufrieden ist und kompensieren will? Weil er glücklich ist? Oder weil es immerhin besser ist, als sich umzubringen?…“ Er fragt sich, ob die Geschichten, die Peter ihm erzählt hat – über das erdrückende Leiden und die Traurigkeit, die ihn jede Nacht wachhält – wahr ist. Inmitten des lauten Gesangs und des lodernden Feuers glaubt Jack verstanden zu haben: Peter gibt ein Signal ab, ein Signal aus seinem tiefen Inneren, das ihn zu einem von vielen macht – unsichtbar macht. Sofort fängt auch Jack an zu tanzen. Die Feier geht bis in die Morgenstunden: Jack wird mehrfach von Moskitos gestochen, schwimmt mit der Gruppe und spielt Beer Pong, ehe er zurück nach Tokio fährt und einschläft.

#### Zurück im Apartment
Sein Schlafrhythmus hat sich derart verschoben, dass er um 23:30 Uhr aufwacht und beschließt, sein Lieblingsbuch, Die Gesänge des Maldoror von Comte de Lautréamont, zu lesen. Neben ihm steht sein Wecker, eine „sardonische Ausschmückung seines täglichen Lebens, da er ihn nie benutzt, um sich zu wecken.“ Als Jack über die Sinnlosigkeit des gestrigen Tages nachdenkt, beginnt sein Magen zu knurren und er bekommt Seitenstechen. Er sucht verzweifelt nach Essen, findet aber nichts: Seine Reiscracker-Box besteht nur noch aus Restkrümmeln, eine Orange am hinteren Ende seiner Schublade ist komplett verschimmelt und nur ein Stück Rosinenbrot, das von einer Horde roten Ameisen angeknabbert wird, sieht noch halbwegs essbar aus. Stück für Stück beißt Jack kleine Stücke vom Brot ab und überprüft dann, ob beim nächsten Bissen eine Ameise im Brot steckt.

#### Ende
Unerwartet fällt Jacks Eingangstür auf und ein Mann stürzt sich mit einer Frau wild küssend in Jacks Schlafzimmer – es sind Gogi und sein Mädel. Während er sein Rosinenbrot isst, denkt sich Jack: „Das ist also die "Bombe", von der Gogi erzählt hat. Er muss sich der ganzen Tag nach ihr gesucht und sie den weiten Weg hierhin geschleppt haben, um sein Ego wiederherzustellen.“ Jack schiebt das küssende Paar an den rechten Bettrand, quetscht sich daneben und liest sein Buch weiter – Gogi und sein Mädel sind mittlerweile nackt und haben Sex.
Nach einiger Zeit dreht sich Gogi, verschwitzt und außer Atem, zu Jack und sagt: „Es klappt einfach nicht. Pack mal bitte mit an, Jack.“ Jack richtet sich auf, greift die Beine der Frau und zieht ihr Becken nach oben. Nach einiger Zeit bedeutet Gogi, dass er fertig ist, und Jack lässt die Beine wieder fallen. Gogi bedankt sich und verlässt das Apartment. Jack knabbert weiter an seinem Rosinenbrot und beobachtet die nackte junge Frau, während sie auf ihrer Seite liegt und schwer ein- und ausatmet.

### Vergleiche
Die wirre, bisweilen surreale Handlung wurde unter anderem mit Federico Fellini, Ryū Murakami und Haruki Murakami verglichen.

## 3. Geschichte:Schwert

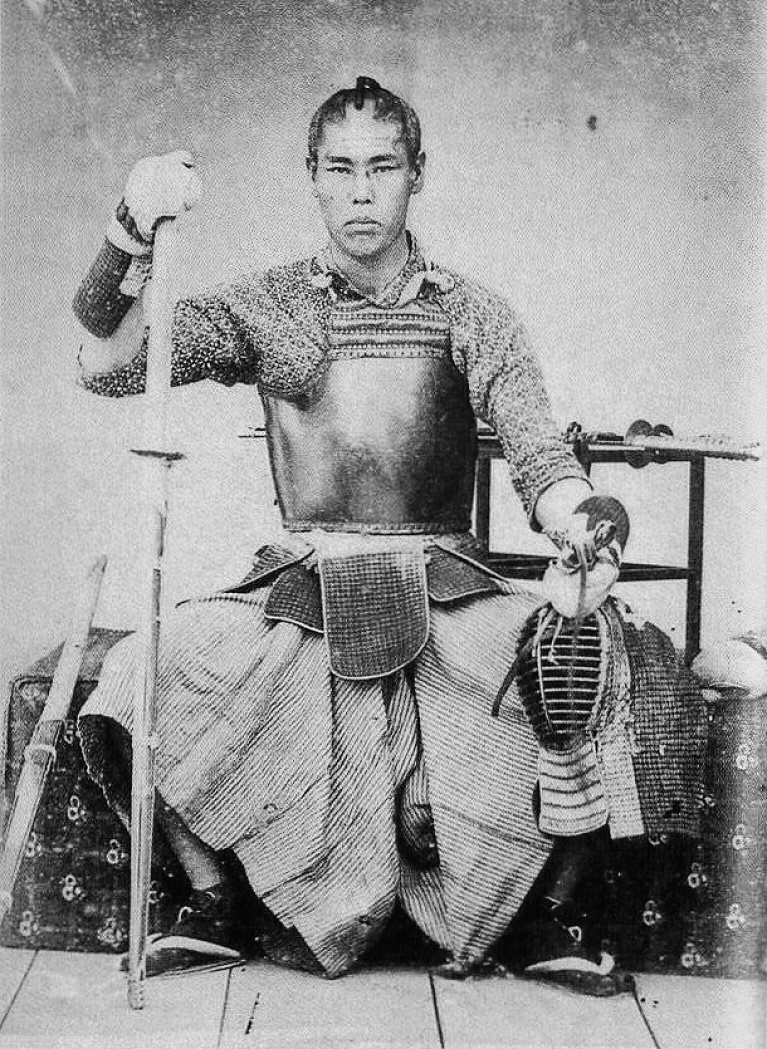
Mit seinem Shinai begeht Jiro am Ende der Geschichte Suizid.

Schwert (japanisch 剣}, Ken) ist eine am 10. Dezember 1963 veröffentlichte Kurzgeschichte in sieben Kapiteln.
Sie handelt von Jiro, dem Kapitän eines Kendō-Vereins, der sein ganzes Leben dem Schwert widmet und den seltsamen Umständen seines Todes, ausgelöst durch den Verrat eines Vereinsmitgliedes. Die Geschichte gilt als Klassiker der japanischen Literatur und gehört bis heute an einigen japanischen Oberschulen zum Lehrplan, aufgrund seiner universellen Themen wie Individualismus, japanische Kultur und Beziehung zwischen Geist und Körper.
Schwert wurde mehrfach innerhalb Japans adaptiert und auch als Theaterstück aufgeführt. Die berühmteste Adaption ist der 1964 veröffentlichte Film von Kenji Misumi mit Raizō Ichikawa VIII. und Noriko Sengoku in den Hauptrollen.

### Handlung
Jiro Kokubun, Kapitän des Kendō-Vereins seiner Universität, ist ein starker, rechtschaffener und entschlossener junger Mann, dessen Zielstrebigkeit sich in seinem Schwert und seinem Leben widerspiegelt. Mibu, ein Student im ersten Semester, schaut zu Jiro auf und möchte werden wie er. Jiros Kommilitone Kagawa hingegen findet Jiros Auftreten arrogant und ist eifersüchtig auf dessen „schönes Lächeln.“ Sowohl Jiro als auch Kagawa haben den 4. Dan im Kendō, jedoch stagniert Kagawas Leistung, während Jiro problemlos den 5. Dan erreicht hätte, wenn er vom Verband geprüft würde; da Jiro sein Dan aber egal ist, hat er sich nie für die Prüfung angemeldet, obwohl sein ganzes Team über sein Können Bescheid weiß. Um sich vor Jiro zu beweisen, beginnt Kagawa, seinen Tipps zu trotzen und seinen eigenen Stil durchzusetzen, wann immer es ihm möglich ist.
Das Sommertraining des Vereins fand im Fischerdorf Tago auf der Nishi-Insel statt. Die Truppe wurde in einem Zen-Tempel namens Enryu-ji quartiert. Jiro hebt die Anforderungen an seine Schützlinge erheblich an; Schwimmen im Meer wurde ihnen verboten und auch grundsätzlich ist das Training rigoros. Am achten Tag des Trainings machten sich Jiro und zwei stellvertretende Kapitäne auf, um Kiuchi, den alten Oberleiter, zu empfangen. Er hatte sich zuvor über Telegramm angekündigt, dass er mit dem Boot anreist. Kagawa nutzt die Abwesenheit Jiros, um alle Vereinsmitglieder zum gemeinsamen Schwimmen im Meer einzuladen; aufgrund der ermüdenden Hitze machen alle mit, mit Ausnahme von Mibu. Als Jiro, Kuichi und die stellvertretenden Kapitäne aber früher als erwartet zurückkehren, bekommt Mibu plötzlich Zweifel und befürchtet, von Jiru als „Heuchler“ und „Gruppenverräter“ angesehen zu werden, wenn er als einziger nicht am Meer ist. Er packt seine Sachen und eilt zum Meer.
Als alle vom Meer zurückkamen, befanden sich Kiuchi, Jiro und die Stellvertreter bereits in der Haupthalle. Auf Anweisung Kiuchis wird Kagawa zur Bestrafung zurück nach Tokio geschickt. Der aufmüpfige Rebell mustert Jiro mit grimmigem Blick, tut aber wie ihm geheißen. Beim Essen wendet sich Jiru an Mibu und fragt ihn: „Bist du mit den anderen ans Meer gefahren?“ Mibu lügt und behauptet, auch dort gewesen zu sein.
Am letzten Abend des Sommertrainings verlässt Jiro frühzeitig die Trainingshalle; in seinen Trainingskleidung und seinen maßgeschneiderten Shinai gekleidet. Als Jiro vor Mitternacht nicht zurückkommt, wird die Truppe zunehmend besorgt und teilt sich in drei Suchtrupps auf. Die erste Einheit, zu der auch Mibu gehört, findet Jiro tot im Wald auf. Er liegt auf dem Rücken und umklammert sein Shinai.

### Figuren

#### Jiro Kokubun
Kapitän des Kendō-Clubs der Universität und ausgezeichnet mit einem „schönen Lächeln.“ Seit seiner Jugend sieht er es als seine oberste Priorität, eine starke und aufrechte Person zu werden. Sein Vater war zwar der Oberarzt eines gastroenterologischen Krankenhauses, schmiss seine Karriere aber für eine Konkubine hin. Jiros Mutter wurde infolge hysterisch und verfiel der Mahjong- und Alkoholsucht. Das Wappen der Familie Kokubun ist ein goldener Scharfer Enzian.

#### Kagawa
Ein Mitglied des Kendō-Clubs und Kommilitone Jiros. Er neigt zu Überheblichkeit und verlässt sich allein auf seine übermäßige Stärke; dabei fehlt ihm aber die Zielstrebigkeit Jiros. Trotz seiner Künste am Schwert wurde er durch eine Mehrheitsentscheidung nicht zum stellvertretenden Kapitän gewählt. Obwohl er privat mit Jiro befreundet ist, glaubt er, Jiro durch seine Stärke in einem Zweikampf besiegen zu können; obgleich ihm bewusst ist, dass Jiro die bessere Technik besitzt. Als er von Jiro beim Rauchen erwischt wurde, demütigte dieser ihn vor der gesamten Gruppe. Aufgrund seiner Aufmüpfigkeit wird er vom Oberleiter Kiuchi des Sommertrainings verwiesen.

#### Mibu
19 Jahre alt, Erstsemester und Mitglied des Kendō-Clubs, mit großer Bewunderung für Jiro. Durch seinen fehlenden Bartwuchs sieht er wesentlich jünger aus und wird manchmal für eine Frau gehalten. Er kann niemanden leiden, der über Jiro herzieht und hat sich deshalb auch schon mit seinen Kommilitonen verstritten. Mibu wuchs in guten Verhältnissen auf und hat grundsätzlich eine gute Beziehung zu seinen Eltern, auch wenn diese ihn für kindisch halten. Mit seiner Familie spricht er ständig über Jiro und seine Geschwister ärgern ihn damit, dass er verliebt sei.

#### Kiuchi
50 Jahre alt, Oberleiter des Vereins und damit Jiros Vorgesetzter. Er ist dick, blass und „eher hässlich.“ Entgegen seinem starken, rohen Schwertkampf hat er weiche Gesichtszüge. Er hat zwei volljährige und verheiratete Töchter.

#### Junge Leute
Fünf oder sechs Proleten, die von Jiro an der Universität erwischt werden, wie sie mit einem Luftgewehr auf Tauben schießen. Nachdem Jiro erfolglos versucht, sie davon abzubringen, und einer der Männer ihn mit einer Pistole bedroht, schlägt er sie nieder.

#### Alter Botschafter
Ehemaliger Botschafter und aktuell Hausmeister der Universität. Ein zierlicher, alter Mann. Er wischt Jiro das Blut von seiner Wange, als dieser mit dem Blut der Taube beschmiert wurde.

#### Studenten
Drei bösartige Studenten, die in einem Café in der Nähe der Universität eine verkrüppelte Kellnerin hänseln. Jiro vertreibt sie und tröstet die weinende Frau.

#### Murata
Der stellvertretende Mannschaftskapitän, der aufgrund einer schweren Verletzung am Oberkörper – verursacht durch einen Kampf gegen Jiro – aussetzen muss.

#### Yamagashi
Der andere stellvertretende Mannschaftskapitän.

### Hintergrund

#### Inspiration

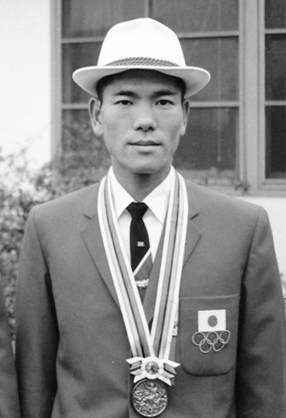
Nach dessen Selbstmord bezog Mishima die Ideen der Kurzgeschichte auf Kōkichi Tsuburaya.

Im Februar 1963 veröffentlichte Yukio Mishima einen Essay über seinen Kollegen Hayashi Fusao und dessen Kritik an moderner japanischer Literatur. Hierzu sagte er später: „Auf Anraten von Hayashi habe ich seine zutreffende Kritik nicht nur in Essay-Form behandelt, sondern auch in meine Werke Der Seemann, der die See verriet, Schwert und Die Harfe des Glücks eingearbeitet.“
Mishima stimmte mit Hayashi überein, dass sowohl „die Leidenschaft für den Marxismus“ als auch die „Vertreibung der Barbaren in der Meiji-Restauration“ derselben Inspiration entsprangen. Hayashi beschreibt den Marxismus als idealistische Fantasie, deren Bestrebungen ebenso auf dem „japanischen Geist“ basieren wie die Vertreibung der Ausländer.
Als der japanische Langstreckenläufer Kōkichi Tsuburaya im Januar 1968 Suizid beging, bezog Mishima Hayashis Ideen konkret auf Schwert:

„Ich kann die Vermessenheit der Personen nicht verstehen, die einen edlen Tod wie den von Tsuburaya mit Worten wie Neurose oder Niederlage schlechtreden. Es war ein heroischer, stolzer und schöner Suizid. Ich habe einmal einen ähnlichen Fall von Selbstmord in meiner Kurzgeschichte Schwert beschrieben; dementsprechend erstaunt bin ich, dass der darin beschriebene fiktive Fall tatsächlich eintritt.

Den folgenden Satz aus meinem Fusao-Essay möchte ich Tsuburaya widmen:
„Die Verleugnung derjenigen, die ihre Keuschheit zur Schau stellen; eine Verleugnung aller inneren und äußeren Feinde, eine Verleugnung der Erde als Konstrukt des blauen Himmels und der Wolken.“
Ungeachtet dessen, was die Menschen hier auf der Erde sagen, gehört Tsuburaya nun zum blauen Himmel.“

#### Recherche
Im Rahmen seiner Recherche besuchte Mishima die Kendō-Vereine der Gakugei-Universität, der Kokugakuin-Universität und Gakushūin-Universität. Dort führte er über sechzig Stunden Interviews mit den einzelnen Mitgliedern und Kapitänen und beteiligte sich selbst am Training.
Anzumerken ist, dass Mishima selbst ein begabter Kendō-Kämpfer war und zum Ende seines Lebens den 5. Dan innehatte.

#### Veröffentlichung
Schwert erschien 1963 in der Oktoberausgabe des Shinchō-Magazins und am 10. Dezember desselben Jahres in Buchform über den Verlag Kōdansha. Sie ist Teil der Kurzgeschichtssammlung Medieval Sword vom 10. März 1998.

### Rezensionen
Saeki Shōichi nannte Schwert ein „ausgezeichnetes Werk“ und stellte fest, dass im Vergleich zu Patriotismus aus dem Jahr 1960, durch „erschreckende Klarheit und Menschlichkeit der Kämpfer“ durchdrungen ist. Die detaillierten Beschreibungen der Kämpfe werden besonders lobend hervorgehoben: „Durch beeindruckende, lebhafte Bildsprache schafft es Mishima, ohne es nur einmal wörtlich zu erwähnen, die physische Kraft der Kämpfenden zu beschreiben.“
Hinsichtlich der „minimalistischen Weise“ wie Mishima den Protagonisten schildert, wird dessen „Einsamkeit“ deutlich; das Fehlen eines detaillierten Porträts Jiros und seiner Gefühle wird ein „Effekt von Spannung und Kohärenz“ erzeugt. So wie Ernest Hemingway in Der alte Mann und das Meer durch die „amerikanische Einsamkeit“ des Fischers die „alte amerikanische Seele“ einfangen konnte, gelinge Mishima dasselbe in Schwert, nur mit der „japanischen Seele.“ Auf Shōichis Initiative wurde Schwert in mehreren Schulen in Japan zur Pflichtlektüre.
Hideaki Sato argumentierte, dass die „irrationale Entschlossenheit“ Jiros, mit der von Mishima beschriebenen „Verleugnung derer, die ihre Keuschheit zur Schau stellen“ in Verbindung steht. Die Verleugnung der Erde sei zu verstehen als „Leidenschaft, die die Wirklichkeit nicht duldet.“
Toru Matsumoto bezeichnete Schwert als seine persönliche „Lieblingserzählung“. Mishimas Denken im Zeitraum von Schwert sei eines „jenseits von Ideen und Ideologie.“ Er beschreibt den Selbstmord Jiros, der sich weigert auch nur den kleinsten Verrat zu dulden, als „die Macht des Schwertes, so zart und durchsichtig wie Glas zu werden und schließlich zu zerbrechen.“
Yoichi Sugawara nannte Schwert „eines der besten Werke Mishimas, nicht nur unter seinen Kurzgeschichten, sondern allgemein.“ Jiro, der „in vollkommener Weise seine Individualität beweist“, sei ein Alter Ego Mishimas. Er weist darauf hin, dass „Jiros plötzlicher Tod“ eine Manifestation von dessen und Mishimas Gefühlen sei. Zugleich sei er aber dramaturgisch auch einfach ein „starker Abschluss“ und „passendes Ende“ für die Erzählung. Schon am Anfang wird das Wappen seiner Familie als „Zeichen der Gerechtigkeit“ beschrieben; umso passender sei also die detaillierte Beschreibung genau dieses Wappens, als Mibu Jiro tot im Wald findet.

### Einfluss auf Mishimas späteres Schaffen
Mishima sagte später in einem Interview für seine Tetralogie Das Meer der Fruchtbarkeit, dass Jiro die Inspiration für Isao, dem Protagonisten seines Meisterwerks Unter dem Sturmgott, wurde.

### Filmadaption
Am 14. März 1964 wurde der Film Ken von Kenji Misumi uraufgeführt. Im Gegensatz zum komplett männlichen Figurenensemble der Originalvorlage fügte Misumi mehrere weibliche Rollen hinzu und auch Mibu wurde von einem androgynen jungen Mann zu einer Frau.

### TV-Adaption
Schwert wurde am 8. Mai 1964 von 20:00 bis 20:56 Uhr als TV-Drama bei TBS TV ausgestrahlt. Regie führte Ichiro Takahashi, für das Drehbuch war Masahiro Yamada verantwortlich. Die Rolle des Jiros spielte Gō Katō
Mishima fühlte sich „geehrt“, bezeichnete die Darstellung Katōs im Weekly Diary-Filmmagazin aber als „schwächer“ als die Raizōs. Ihm fehle die „Zerbrechlichkeit“, die ein wichtiges Element der Rolle sei.

## 4. Geschichte:Meer und Sonnenuntergang

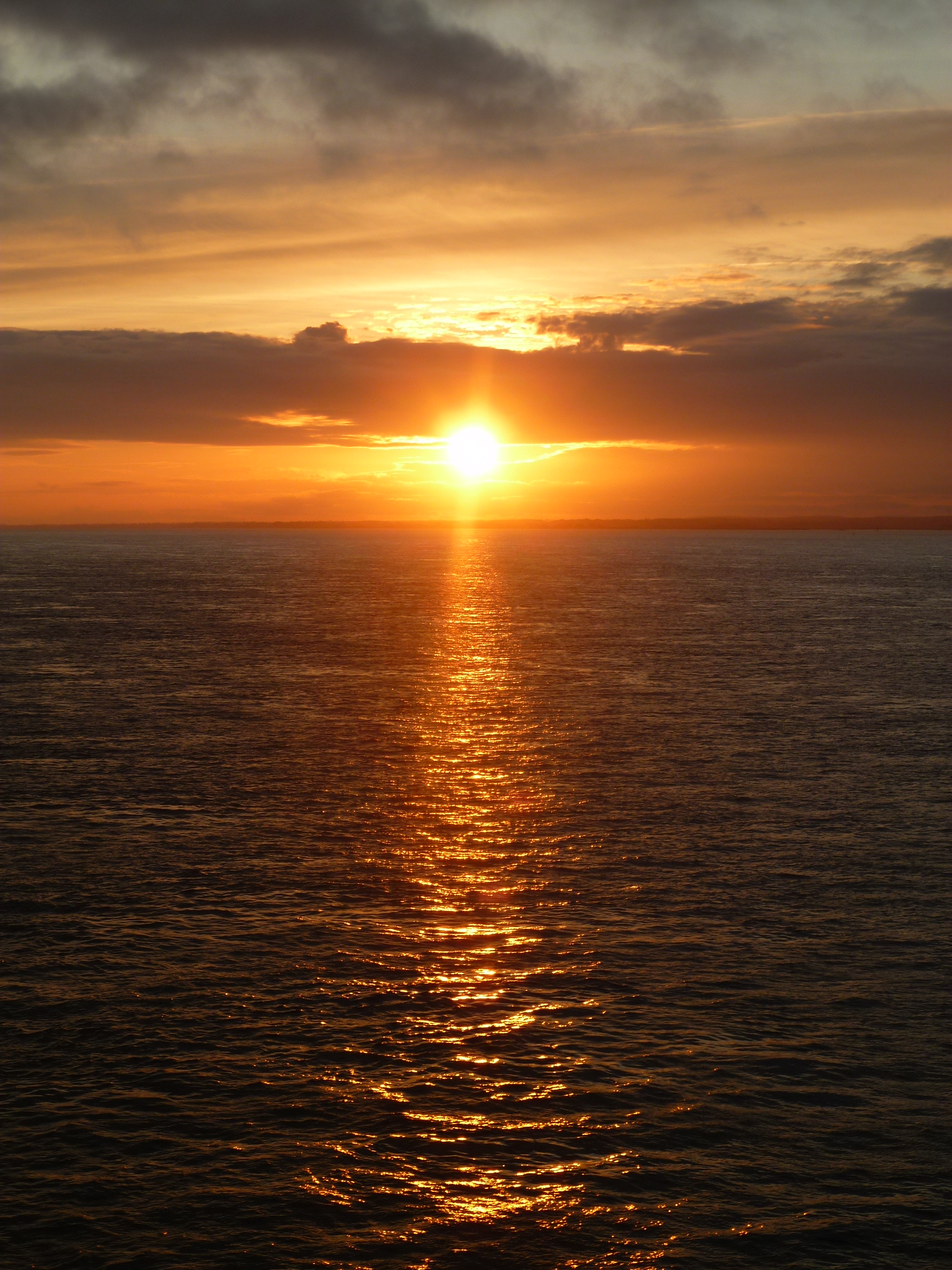
Beim Anblick des Sonnenuntergangs über dem weiten Meer denkt der Protagonist über sein altes Leben nach.

Meer und Sonnenuntergang (japanisch 海と夕焼, Umi to yuya) ist eine am 20. Juli 1955 veröffentlichte Kurzgeschichte und eines von Mishimas Meisterwerken.
Sie erzählte die Geschichte eines alten Franzosen, der sich bei einem spätsommerlichen Sonnenuntergang an seine Jugend erinnert und an die Enttäuschung, die er empfand, als er und seine Kameraden am Hafen von Marseille das Meer teilen wollten, um die heilige Stadt Jerusalem zurückzuerobern. Mishima bezeichnete die Geschichte als eine seiner liebsten.

### Handlung

#### Einleitung
Im Spätsommer 1272 nimmt Asato, ein alter Tempeldiener des Kenchō-ji-Tempels, einen taubstummen und ausgestoßenen Jungen mit auf den Hügel hinter dem Tempel, um den wunderschönen Sonnenuntergang beobachten zu können. Vom Hügel aus kann Asato die Inamuragasaki-Küste sehen, voll mit Schafen und Hühnern und erinnert sich an seine Kindheit in seiner fernen Heimat Frankreich.
Asao richtet seine Aufmerksamkeit auf den taubstummen Jungen und erzählt ihm in seiner Muttersprache Französisch von den Ereignissen seiner Vergangenheit. Obwohl der Junge taub war, musterte er gespannt die Bewegung von Asaos prallen Lippen und schien dessen Worte zu verstehen.

#### Vergangenheit – Visionen von Christus
Asato, eigentlicher Name Henri, war ein Hirtenjunge in den Cevennen, einer wunderschönen Gegend unter der Grafschaft Toulouse. Eines Abends im Jahr 1212 sah er bei seiner Arbeit einen weiß strahlenden Christus aus dem Himmel kommen. Er berührte Henris Haar und sagte: „Du bist es, der das Heilige Land zurückerobern wird. Versammle so viele Kameraden wie du kannst und geh nach Marseille. Das Wasser des Mittelmeers wird sich in zwei Hälften teilen und dich zum Heiligen Land führen.“
Henri zögerte, jemanden davon zu erzählen, doch einige Tage später, an einem regnerischen Abend, erschien ihm Christus in Gestalt eines alten Reisenden im Wachhaus. Der alte Mann drängte Henri, die Reise anzutreten und sagte ihm: „Du bist Jahwes Gesandter.“ Am nächsten Morgen weihte Henri seinen besten Freund in die seltsamen Geschehnisse ein. Dieser begann ihn daraufhin zu verehren und schon bald scharten sich die Hirtenjungen der Umgebung als seine Jünger um ihn.
Als Henri und seine Jünger den achtjährigen Propheten im benachbarten Dorf besuchten, sammelte sich eine Gruppe von Engeln mit goldenen Flügeln in Scharen am Immergrünen Baum. Das Prophetenkind berät Henri: „Gehe Richtung Osten, bis du Marseille erreichst.“ Zu dieser Zeit gab es bereits in ganz Frankreich Fälle von Kindern, die ähnliche Erfahrungen wie Henri gemacht hatten.

#### Kinderkreuzzug nach Jerusalem
Mit über 100 Kindern macht sich Henri auf den Weg und im Verlaufe schließen sich mehrere Tausende aus Frankreich und Deutschland dem Kinderkreuzzug an. Als Henri schließlich Marseille erreicht, ist noch knapp ein Drittel der ursprünglichen Zahl dabei und dutzende Kinder erwarten ihn bereits. Im Hafen beten sie Tag und Nacht und beobachten dabei den Sonnenuntergang.
Aber egal wie sehr Henri und seine Jünger beten, das Mittelmeer teilt sich nicht. Plötzlich kommt ein fromm aussehender Mann auf Henri zu und bietet ihm an, ihn mitsamt seinen Freunden über ein Boot ins Heilige Land nach Jerusalem zu bringen. Henri und seine Freunde beraten sich und stimmen letztlich zu.

#### Verkauf auf dem Sklavenmarkt und Rettung
Als die Kinder in der Kajüte schliefen, um sich von ihrem langen Gebet auszuruhen, ändert das Schiff den Kurs nach Süden, nach Ägypten. In Alexandria angekommen verkauft der Mann die Kinder auf dem Sklavenmarkt.
Asato stoppt seine Erzählung und ihm kommen die Tränen. Der Anblick des herrlichen Sonnenuntergangs erinnert ihn an die Enttäuschung, die er in dem Moment gespürt hatte und in Gedanken war er bei seiner Heimat, seinen Freunden und den Gesichtern der gefallenen Kreuzfahrer. Während der Sklaverei hat Henri seine Freunde nie wiedergesehen. Allein war er auch nicht in der Lage, das Heilige Land zu erreichen.
Nachdem er Sklave eines persischen Händlers geworden war, wurde Henri weiterverkauft und nach Indien gebracht. Dort lernte er den Zen-Meister Lanxi Daolong kennen, der ihn als seinen Diener aufnahm. Er begleitete ihn in sein Heimatland Japan, um für ihn im Kenchō-ji-Tempel zu arbeiten. Nachdem er in den Lehren des Zen unterrichtet wurde, träumte Henri nicht mehr vom Heiligen Land und wünschte sich auch kein Leben nach dem Tod mehr. Doch auch als er den Sonnenuntergang sah, konnte er nicht anders, als den Hügel zu besteigen und ihn zu beobachten.

#### Gegenwart und Ende
Die Geschichte springt wieder in die Gegenwart und Asato grübelt nach, weshalb sich das Meer nicht teilen wollte, trotz der Beratung des Orakels und der Vision des Christus. Er kann sich nicht mehr an den genauen Moment erinnern, an dem er seinen Glauben verloren hatte, aber erinnert sich noch klar an seine Verwunderung, als auch nach Tagen des Beten das Meer nicht geteilt wurde.
Die Sonne geht unter und das Meer wird in einen blutroten Farbton getaucht. Asato hat keine Sehnsucht mehr, in sein Heimatland zurückzukehren. Als das Meer sich nicht teilte, dachte er an alle Schafe und Menschen, die wegen der Mission in diesem Meer verschwunden waren. Obwohl der Sonnenuntergang nun negative Emotionen in ihm aufwirbelt, beobachtet er ihn trotzdem noch so lange, bis das Meer wieder grau wird.
Er hört in der Ferne die Bonshō, schließt die Augen und lauscht dem Klang. Als er die Augen wieder öffnet, ist der Sonnenuntergang vorbei und sein Umfeld komplett dunkel. Er dreht sich zum Jungen und sieht, wie dieser in seiner Sitzposition eingeschlafen ist.

### Figuren

#### Asato / Henri
Ein Tempeldiener im Kenchō-ji-Tempel in Kamakura, der ursprünglich unter dem Namen Henri in Frankreich geboren wurde. Er hat eine hochstehende Nase und klare blaue Augen, mit tief gemeißelten Gesichtszügen. Er arbeitet seit mehr als 50 Jahren im Tempel und spricht Japanisch mittlerweile akzentfrei. Vor 60 Jahren wurde er von einem Mann in Marseille betrogen und auf dem ägyptischen Sklavenmarkt verkauft. Er wurde nach Indien weiterverkauft und hörte dort von dem Eroberungszug Batu Khans, eines Enkel Dschingis Khans; aus Angst um seine Heimat Frankreich fängt er hysterisch an zu Weinen und kämpft mit Panikattacken. Der berühmte Zen-Meister Lanxi Daolong rettete ihn vor einem tragischen Schicksal und nahm in als sein Diener mit nach Japan. Irgendwann während des Prozesses verlor Henri seinen christlichen Glauben und nahm nunmehr den Namen Asato an. Im Jahr 1272 beobachtet er ein letztes Mal den Sonnenuntergang und schwelgt in Erinnerungen an seine alte Heimat; am Ende merkt er aber, dass es ein für alle Mal Zeit ist, die alte Zeit hinter sich zu lassen und in Japan zu sterben.

#### Taubstummer Junge
Ein namenloser taubstummer Junge, der von den Kindern des Dorfes geächtet wird. Asato hat Mitleid mit dem Jungen und nimmt ihn mit auf den Hügel, um den Sonnenuntergang zu beobachten. In seinen Augen erkennt Asato die Intelligenz und Auffassungsgabe des Jungen.

#### Christus
Der Christus erscheint in der Abenddämmerung auf dem Hügel Frankreichs, mit einem Bart und einem wohlwollenden Lächeln. Er erzählt Henri von seiner heiligen Rolle. Am nächsten Tag besucht er Henri im Wachhaus in Gestalt eines alten Mannes, der um Brot bettelt. Obwohl er durch den Regen gelaufen ist, war seine Kleidung trocken. Seine Nase ist hoch, sein Bart weiß und sein Gesicht seicht. Henri beschreibt seine Augen als „beängstigend klar.“

#### Freund
Henris bester Freund und frommer Christ. Als Henri ihm von dem Orakel erzählt, kniet er sich vor ihm hin und betet ihn an. Er ist einer der Kinder, die sich dem Kinderkreuzzug anschließen. Nachdem er auf dem Sklavenmarkt verkauft wurde, sieht Henri ihn nie wieder.

#### Achtjähriger Prophet
Ein junger Prophet, der in einem benachbarten Dorf lebt. Es heißt, dass er die Augen eines blinden Mädchens berührte und dem Mädchen damit ihr Augenlicht zurückgab. Er hat milchweiße Haut und goldenes, lockiges Haar, das seine adrige Stirn überdeckt. Eigentlich ist er fröhlicher, lachender Junge, der mit den Kindern seines Dorfes spielt. Als er aber Henri empfängt, bekommt er eine ernste Miene und sagt: „Wir gehen in den Osten.“

#### Jünger
Kinder, die Henris Jünger wurden. Henris Eltern versuchten sie von der waghalsigen Reise abzuhalten, da sie in ihnen nicht dieselbe Aura spüren, die ihr Sohn ausstrahlt. Auf dem Weg stürzt sich ein Mädchen vor Erschöpfung von einer Klippe und wird durch das Mittelmeer weggetragen. Andere Kinder brechen zusammen und sterben vor Erschöpfung. Jedes der sterbenden Kinder hat im Moment seines Todes eine Vision vom Heiligen Land.

#### Der Sklavenhändler
Im Hafen von Marseille bietet ein gut gekleideter, fromm aussehender Mann Henri und seinen Freunden an, sie auf einem Kahn nach Jerusalem mitzunehmen. Das Schiff ändert aber seinen Kurs nach Süden und der Mann stellt sich als Sklavenhändler heraus.

#### Zen-Meister Lanxi Daolong
Lanxi Daolong war ein chinesischer Zengelehrter, der sich erst in Japan und dann in Indien niederließ, um den Buddhismus zu studieren. Dort traf er Henri, kaufte ihn ab und befreite ihn damit von einem bevorstehenden, grausamen Leben. Henri beschließt seinem Retter für den Rest seines Lebens zu dienen und begleitet ihn nach Japan.

### Gegenstand

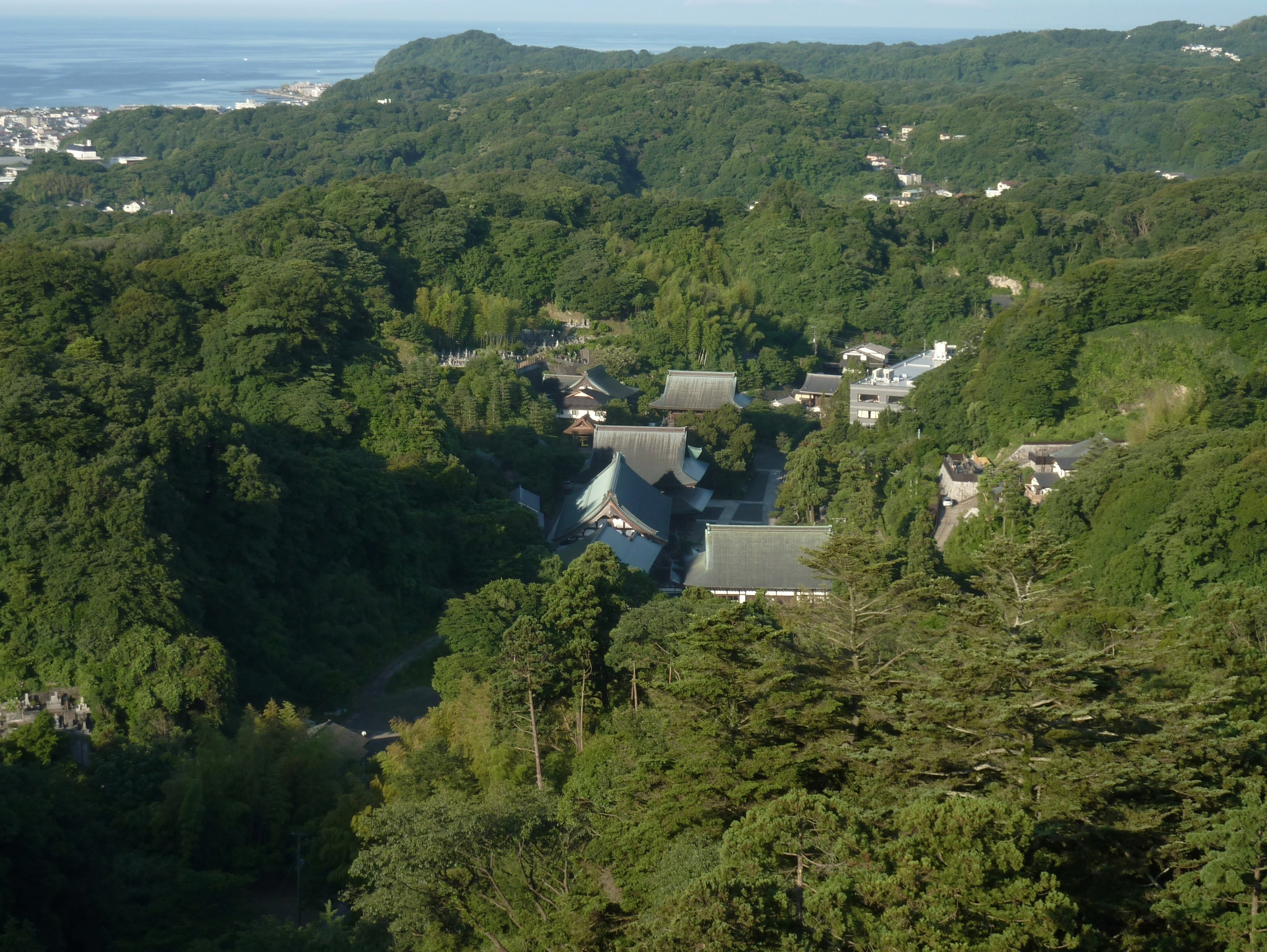
Blick vom Kenchō-ji-Tempel in Kamakura.

Mishima beschrieb Meer und Sonnenuntergang zusammen mit Der Junge, der Geschichte schrieb als eine Erzählung, die auf den ersten Blick nur eine interessante Geschichte zu erzählen scheint, im Kern aber ein „ernstes Thema behandelt.“ Er führte dazu aus:

„Ich wollte mich auf das Thema "Wunder" konzentrieren und wie der Nichteintritt eines Wunders oft ein größeres Wunder ist, als das eigentlich angedachte Wunder selbst. Es ist ein Thema, das mich wahrscheinlich mein ganzes Leben lang begleiten wird. Alle, die an Gott glauben, müssen sich in ihrem Leben mit dieser Frage konfrontieren. Bei uns Japanern war es vermutlich beim Pazifikkrieg Thema: „Wieso sind die Kamikaze-Piloten nicht in die Luft geflogen und haben uns gerettet?““

Mishima betonte, dass das Werk „keine direkte Allegorie“ zu seinen eigenen Kriegserfahrungen ist. Ganz im Gegenteil: es waren seine Kriegserfahrungen, die das Thema und seine „problematische Natur“ ans Licht gebracht haben. Mishima verglich die Kurzgeschichte vermehrt mit Der Junge, der Gedichte schrieb: „Die Verzweiflung des jungen Henri, für den sich das Meer nicht teilte, ist vergleichbar mit der des Jungen, der entdeckte, dass er kein Dichter war.“
In einem 2017 entdeckten Tonband eines im Februar 1970 geführten Interviews mit John Bester, bezeichnet Mishima die Geschichte als „eine Art Geständnis“ seiner „eigenen Gefühle darüber, warum das Meer sich nicht teilte.“:

„Selbst als Asato alt wurde, fragt er sich, warum das Meer damals nicht brach. […]

Auch in meinem Kopf fragte ich mich, warum das Meer sich damals nicht geteilt hat. Wäre es gebrochen, wäre ich ins Heilige Land gefahren. Aber weil es nicht geteilt wurde, sitze ich jetzt in einem Hotel wie diesem hier. Das ist für mich eine Art Geständnis. Das ist das Thema der Geschichte.“

Die Frage, wieso die Kamikaze-Piloten damals nicht in die Luft flogen, wurde in Meer und Sonnenuntergang zum ersten Mal behandelt. Es war auch eine Inspiration für die späteren Werke Der Tempelbrand, Die Stimmen der heroischen Toten und Unter dem Sturmgott.

### Hintergrund

#### Historische Inspiration

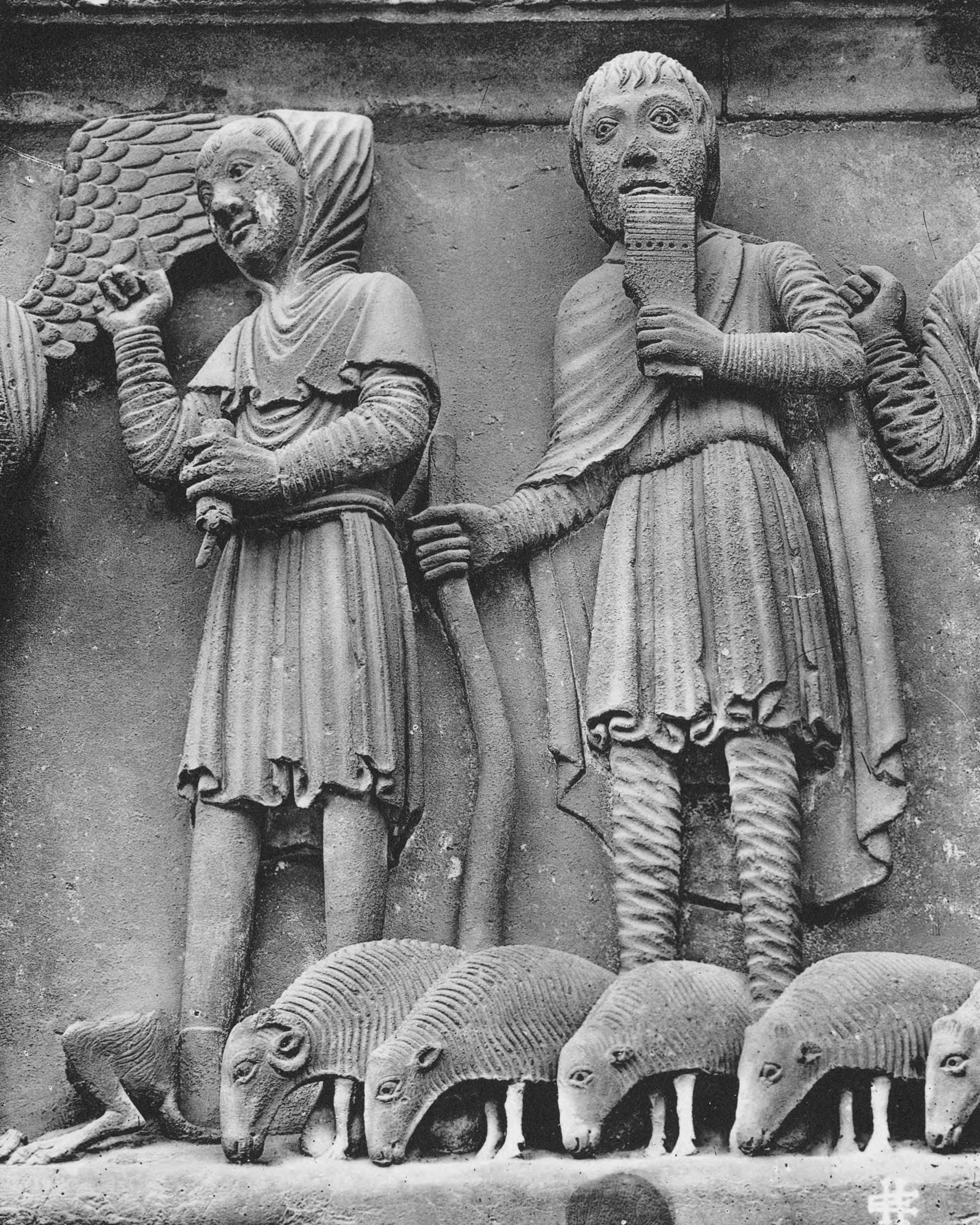
Die für ihre Zeit (12. Jahrhundert) charakteristische Darstellung der Hirten während der Geburt Jesu am Westportal der Kathedrale von Chartres. Zur selben Zeit soll der Hirte Stefan in Cloyes seine Vision erhalten haben.

Die Erzählung ist fast identisch mit dem historischen Kinderkreuzzug. In Überlieferungen heißt es, ein junger Hirte aus der französischen Kleinstadt Vendôme namens Étienne de Cloyes (im Deutschen: Stefan de Cloyes), habe sich im Jahr 1212 nach einer mystischen spirituellen Begebung mit anderen Kindern zu einem „Kinderkreuzzug“ zusammengeschlossen, um von Marseille aus in See zu stechen und die heilige Stadt Jerusalem zurückzuerobern. Er wurde von den Schiffseigentümern jedoch betrogen und als Sklave zuerst nach Ägypten und dann nach Tunesien verkauft. Die wahre Geschichte endet hier und über Stefans weiteren Verbleib ist nichts bekannt. Mishima erweiterte die Erzählung um die Rettung durch den Zen-Meister in Indien, sowie der Weiterreise nach Japan.
Wieso Mishima sich entschied, die Geschichte anstatt in der Stadt Vendôme in den Cevennen anzusiedeln, ist unklar. Bekannt ist jedoch, dass der Geburtsort des Heerführers Raimund von Saint-Gilles, des Anführers des Ersten Kreuzzugs, in den Cevennen war. In Mishimas privater Bibliothek befand sich eine große Sammlung deutscher Romantik, darunter Ludwig Tiecks Der Aufruhr in den Cevennen, in dem er die erbitterten Kämpfe des Albigenserkreuzzugs schildert.

#### Veröffentlichung
Meer und Sonnenuntergang wurde in der Januarausgabe 1955 des Gunzō-Magazins veröffentlicht und erschien am 20. Juli unter Shinchosha als Buch. Als Taschenbuch wurde sie zusammen mit Der Wald in voller Blüte und Patriotismus als Selected Short Stories unter Shincho Bunko am 15. September 1968 veröffentlicht.

### Einfluss
Meer und Sonnenuntergang wird häufiger mit Endō Shūsakus Roman Schweigen verglichen. Und Shūsaku selbst bezeichnete Mishimas Erzählung als eine seiner „persönlichen Favoriten.“ Der Unterschied zwischen Meer und Sonnenuntergang und Schweigen liegt mithin im Ende: Der Jesuit Rodrigues verliert seinen Glauben nicht.
1966, elf Jahre nach Erscheinen von Meer und Sonnenuntergang, nominierte Mishima als Jurymitglied Shūsakus Meisterwerk für den Tanizaki-Jun’ichirō-Preis. Lediglich das Ende mochte er nicht:

„Dies ist Endos Meisterstück. Gleichzeitig ist das Ende fragwürdig: Ist es nicht Aufgabe der Literatur Gottes Schweigen als ein solches Schweigen darzustellen?

Von einem rationalen Standpunkt gesehen ist Gott träge. Es ist immer die Aufgabe des Menschen, zu arbeiten, sich zu bemühen, sich zu beweisen. Der Roman kann diese furchtbare Trägheit Gottes nicht einfach wegdenken. Der Roman ist das Mittel, sich mit den Verwirrungen der menschlichen Seite zu befassen. Und aus Gottes Sicht können wir nicht mehr als Verzweiflung sehen: eine Mischung aus Liebe und Frustration über die Torheit des Menschen.“

Haruo Suzuki betrachtete das Meer in Meer und Sonnenuntergang nicht als Meer, sondern als „Sphäre, die die dunkelsten, verborgensten Gefühle der Menschen weckt.“ In einer Retrospektive im Jahr 1990 verglich er das Meer abermals mit dem „Raum der Wünsche“ aus Andrei Tarkowskis 1979 erschienenen Klassiker Stalker. Tarkowski war zwar mit Mishimas Werken vertraut, ob er sich von Meer und Sonnenuntergang hat inspirieren lassen, ist derweil nicht bestätigt.

## 5. Geschichte:Die Zigarette

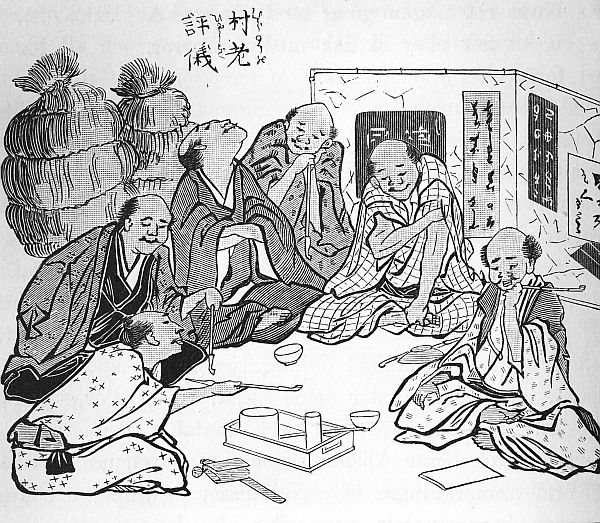
Die Zigarette ist eine Erzählung über das Erwachsenwerden und die Entwicklung sexueller sowie romantischer Gefühle.

Die Zigarette (japanisch 煙草, Tabako) ist eine im Juni 1946 veröffentlichte Kurzgeschichte und die erste Erzählung, die Mishima nach der Kapitulation Japans geschrieben hat.
Ausgehend von seinen eigenen Erinnerungen an seine Zeit an der Gakushūin-Adelsschule, beschreibt er in der Zigarette das Gefühl vom Erwachsenwerden, das Gefühl der homosexuellen Zuneigung zu einem älteren Schüler und das Leben im Japan der Nachkriegszeit.
Zusammen mit Das Mittelalter wurde Die Zigarette vom namhaften Autor Kawabata Yasunari empfohlen, wodurch es als Mishimas erster kleiner Durchbruch innerhalb der literarischen Nachkriegswelt gilt. Sein wirklicher, internationaler Durchbruch erfolgte hingegen erst einige Jahre später mit seinem Roman Bekenntnisse einer Maske. Mishima bezeichnet Die Zigarette mittlerweile als „Jugendwerk.“

### Handlung
Nagasaki, Protagonist und Ich-Erzähler der Erzählung ist Gymnasiast an der Gakushūin-Adelsschule. Er empfindet einen bizarren Stolz, immer das Gegensätzliche von dem zu tun, was seine Schulkameraden mögen, und verachtet vor allem den Sportunterricht.
Er geht gerne allein im großen Wald, der die Schule umschließt, spazieren. Der Wald ist hügelig und voller Sümpfe. Seine liebste Beschäftigung ist es, an den Wurzeln eines morschen Baumes zu sitzen und zu beobachten, wie die Herbstblätter langsam im Sumpfwasser versinken. Bei einem seiner Waldspaziergänge stößt er unerwartet auf zwei ältere Schüler, die sich auf einer Wiese ausbreiten und versuchen, eine Zigarette zu rauchen – etwas, das ausdrücklich durch die Schulordnung verboten ist. Sie erschrecken sich, als sie Nagasaki sehen und erkennen, dass sie erwischt wurden; doch kurz später laden sie ihn ein: „Komm mal kurz her. Willst du auch eine rauchen?“ Nagasaki ist überglücklich, Zeit mit zwei anderen Schülern zu verbringen, und setzt sich dazu. Der Schüler, der Nagasaki nach seinem Namen fragt, hat auf den Jungen eine seltsam anziehende Wirkung.
Nagasaki hat zwar Schuldgefühle, mitgeraucht zu haben; gleichzeitig wurde ihm aber klar, dass seine Rivalität mit seinen sportlichen Mitschülern nicht mehr als Neid und Schüchternheit ist. In der Mittagspause setzt er sich zu den Basketballspielern und betrachtet die noch blühenden Chrysanthemen hinter der Schule. In seinen Gedanken hallt die Stimme des Jungen, der ihm die Zigarette gegeben hatte.
Nagasaki, Mitglied des Literaturclubs der Schule, ging eines Winternachmittags in den Clubraum, um Nachforschungen anzustellen. Als er zum Abend den Raum verlässt, kommt ihm eine Gruppe von Oberstufenschülern des Rugbyclubs entgegen. Nagasaki salutiert und einer von ihnen klopft ihm kräftig auf die Schulter und sagt: „Nagasaki, nicht wahr?“ Er erkennt, dass es sich um den Jungen aus dem Wald handelt und weint fast Freude, ihn wiederzusehen. Die anderen Mitglieder sind verwundert und fragen: „Imura, wieso kennst du dieses Kind?“ Imura, so ist der Name des Jungen, erklärt ihnen, wie nett er sich mit Nagasaki unterhalten hat und sie geben klein bei und nehmen Nagasaki mit in die Trainingshalle.
Der Raum ist unordentlich und mit einem „schwermütigen Geruch“ erfüllt. Imura nimmt sich einen Klappstuhl, setzt sich neben Nagasaki und raucht eine Zigarette: Seine Knie sind komplett entblößt und seine Uniform glänzt noch vom Schweiß des anstrengenden Trainings. Imura merkt, dass sich seine Kollegen darüber lustig machen, dass er mit einem Kind befreundet ist, aber ignoriert sie konsequent. Beide unterhalten sich lange und intensiv. Kurz, bevor Inumas Zigarette ausbrennt, merkt Nagasaki ein beklemmendes Gefühl in der Brust und fragt: „Imura, kann ich auch eine haben?“
Inuma verzieht die Augenbrauen, aber in seinem üblich lebhaften Tonfall nimmt er eine seiner Zigaretten heraus, reicht sie Nagasaki und fragt: „Bist du sicher, dass du rauchen darfst?“ Nagasaki hat sich eine andere Reaktion erhofft und schaut Inuma an „wie ein Schaf, das seinem Herrn traurig in die Augen guckt“; es bleibt ihm nichts anderes übrig, als zu rauchen. Nagasaki hustet schwer durch den Qualm und seine Augen tränen. Die Mitschüler lachen erst, doch als er nicht aufhören möchte, schauen sie besorgt und bremsen ihn: „Halt, halt. Hör auf!“
Imura hat ein leichtes Lächeln im Gesicht, was Nagasaki ein glückliches Gefühl gibt. Er reißt ihm die Zigarette weg und drückt sie auf der Kante des Schreibtisches aus: „Überanstrenge dich nicht. Es wird dunkel, sicher, dass du nicht Nachhause musst?“ Nagasaki steht auf, verbeugt sich vor der Gruppe und verlässt die Halle.
In der Nacht wälzt sich Nagasaki schlaflos auf seinem Futon. Er versteht, dass er einfach nur etwas sein wollte, was er nicht ist, und schätzt wert, lieber etwas zu sein, was er ist. Irgendwann mitten in der Nacht sieht Nagasaki aus seinem Fenster, dass ein Haus in Flammen steht, und schläft ein. Am nächsten Morgen weiß er nicht, ob der Brand echt oder Teil seines Traumes war.

### Figuren

#### Nagasaki („Ich“)
Nagasaki, 8 Jahre alt, ist Erstklässler und schwächer als der Rest seiner Klassenkameraden. Er entscheidet sich, statt des Sportclubs lieber dem Literaturclub beizutreten. Seine Familie besteht aus seinen Eltern und seiner Großmutter, liebevoll „Kei-chan“ genannt. Manchmal geht die Familie abends in ein belebtes Restaurant in Ginza und auf dem Heimweg beobachtet er gebannt vom Beifahrersitz des Taxis aus die Leuchtreklamen und schillernden Gebäude.

#### Inuma
Ein Oberstufenschüler, um die 18 Jahre alt und der Junge, der Nagasaki die Zigarette gibt. Er ist Mitglied des Rugbyclubs. Inuma hat eine helle, aber „verzaubernde“ Stimme und starke, muskulöse Arme. Als Inuma Nagasaki im Wald sieht, fragte er, welcher Arbeitsgemeinschaft dieser beitreten will und war verwundert, als die Antwort „dem Literaturclub“ war.

### Hintergrund

#### Schreibprozess und Inspirationen

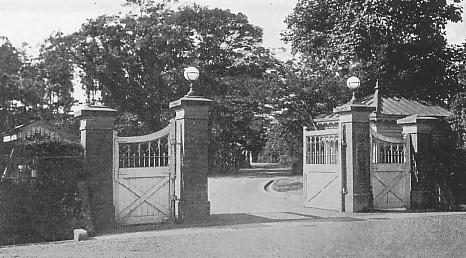
Tor der Gakushūin-Adelsschule, 1933.

Die Erzählung spielt in der Gakushūin-Adelsschule, die auch Mishima besuchte und ist nach seinen eigenen Aussagen „eine Erinnerung an diese Zeit.“ In seinem 1963 veröffentlichten Essay Meine Selbstfindungsphase schrieb Mishima, dass er und seine Klassenkameraden „in einem kleinen Café vor dem Gakushūin-Tor“ immer Zigaretten rauchten; der erste Geschmack von Tabak habe ihm aber „überhaupt nicht gefallen.“
Mishima die Kurzgeschichte im Januar 1946, kurz nach Kriegsende, als er 21 Jahre alt war. Unmittelbar nachdem Die Zigarette fertiggeschrieben war, reichte Mishima das Manuskript zusammen mit fünf anderen Manuskripten – Der Wald in voller Blüte, Das Mittelalter, Der Zirkus und Eine Geschichte am Kap – bei der Zeitschrift Tembō ein. Der Chefredakteur Usui Yoshimi war besonders von Der Zirkus angetan und bezeichnete die Geschichte als „die eines Genies.“
Zur selben Zeit, am 27. Januar, besuchte Mishima Kawabata Yasunari in Kamakura mit den Manuskripten von Die Zigarette und Das Mittelalter, nachdem er mitbekommen hatte, dass Kawabata Das Mittelalter gelobt hatte. Kawabata empfahl die Geschichten an Tokuzo Kimura, dem Chefredakteur von Ningen, sodass zuerst Die Zigarette (im Juni 1946) und danach Das Mittelalter (im Dezember 1946) abgedruckt wurden.

#### Einordnung des Autors
Bei der Erstveröffentlichung nannte Mishima Die Zigarette eines seiner „Lieblingswerke.“:

„Es ist eines meiner Lieblingswerke, obwohl es objektiv betrachtet nicht rund ist. Ich kann frei sagen, dass ich die Geschichte liebe, ohne von ihr überzeugt zu sein.“

Im Juni 1970 bezeichnete Mishima das Werk hingegen als „jungfräulich“ und kritisierte sein Vorhaben mit der Geschichte:

„Um die Wahrheit zu sagen: mein Talent und mein Denken war damals noch nicht reif genug, um die unmittelbare Nachkriegszeit direkt zu analysieren und darzustellen.

Die Zigarette mag eines meiner ersten Werke gewesen sein, die mir Aufmerksamkeit eingebracht haben, und dafür bin ich ihm dankbar, aber es ist kein Werk mehr, dem ich irgendwie zugetan bin. Es scheint allen meinen literarischen Anforderungen zu widersprechen.“

Im selben Kommentar verriet er, dass Die Zigarette eigentlich das Vorwort zu seinem geplanten ersten Roman war, den er wieder verworfen hatte:

„Ich hatte an einer langen Liebesgeschichte gearbeitet und konnte sie nicht zufriedenstellend beenden, also habe ich aus dem Vorwort eine Kurzgeschichte gemacht. Zum einen liebe ich meine Jugendwerke für ihre Vergänglichkeit, zum anderen hasse ich sie. Es ist kompliziert.“

#### Veröffentlichung
Auf Empfehlung von Kawabata Yasunari erschien Die Zigarette in der Juniausgabe 1946 Zeitschrift Ningen. 1948 erschien eine überarbeitete Version der Geschichte, in der Mishima das Mobbing durch seine Klassenkameraden mehr in den Vordergrund stellt. Diese wurde am 1. Dezember 1948 im Sammelwerk Night Preparation von Kamakura Bunko veröffentlicht. Eine nochmals überarbeitete Version der Erzählung erschien 1949 in der Septemberausgabe der Zeitschrift Yakumo: Dieses Mal bricht der Kontakt zwischen Inuma und Nagasaki ab, da letzterer ihm seine Liebe erklärt. Eine etwaige weitere Wiederveröffentlichung, beispielsweise in der Bungei, war forthin die letzte überarbeitete Version der Erzählung.

### Rezensionen
Als Die Zigarette das erste Mal in Ningen abgedruckt wurde, soll Yokomitsu Riichi die Geschichte gelobt haben. Honda Shūgo bezeichnete sie als „geradliniges Werk, frei von unnötigen Ausschmückungen.“ Er empfahl die Geschichte an seine Schüler und nannte Kawabata einen „Meister“ darin, Neulinge zu finden.
Miyoko Tanaka deutete die Erzählung als „Zeichen der Rebellion der Vitalität“. Izumi Hasegawa, der Die Zigarette als „Autobiografie vor dem Hintergrund der Gakushūin“ bezeichnete, zeigte sich davon beeindruckt, wie die „Entwicklung und die Homosexualität eines Jungen in einer einzigen Zigarette symbolisiert werden.“ Yukito Yamauchi nannte das Werk „ästhetisch.“
Shintaro Takahashi hob die Beschreibung des Brandes am Ende der Geschichte als „schön, symbolisch und ein Ausdruck der Grenze zwischen Traum und Wirklichkeit“ vor. Yoshinori Watanabe bezeichnete sowohl Die Zigarette als auch Der Wald in voller Blüte als „Geheimtipp.“

## 6. Geschichte:Martyrium

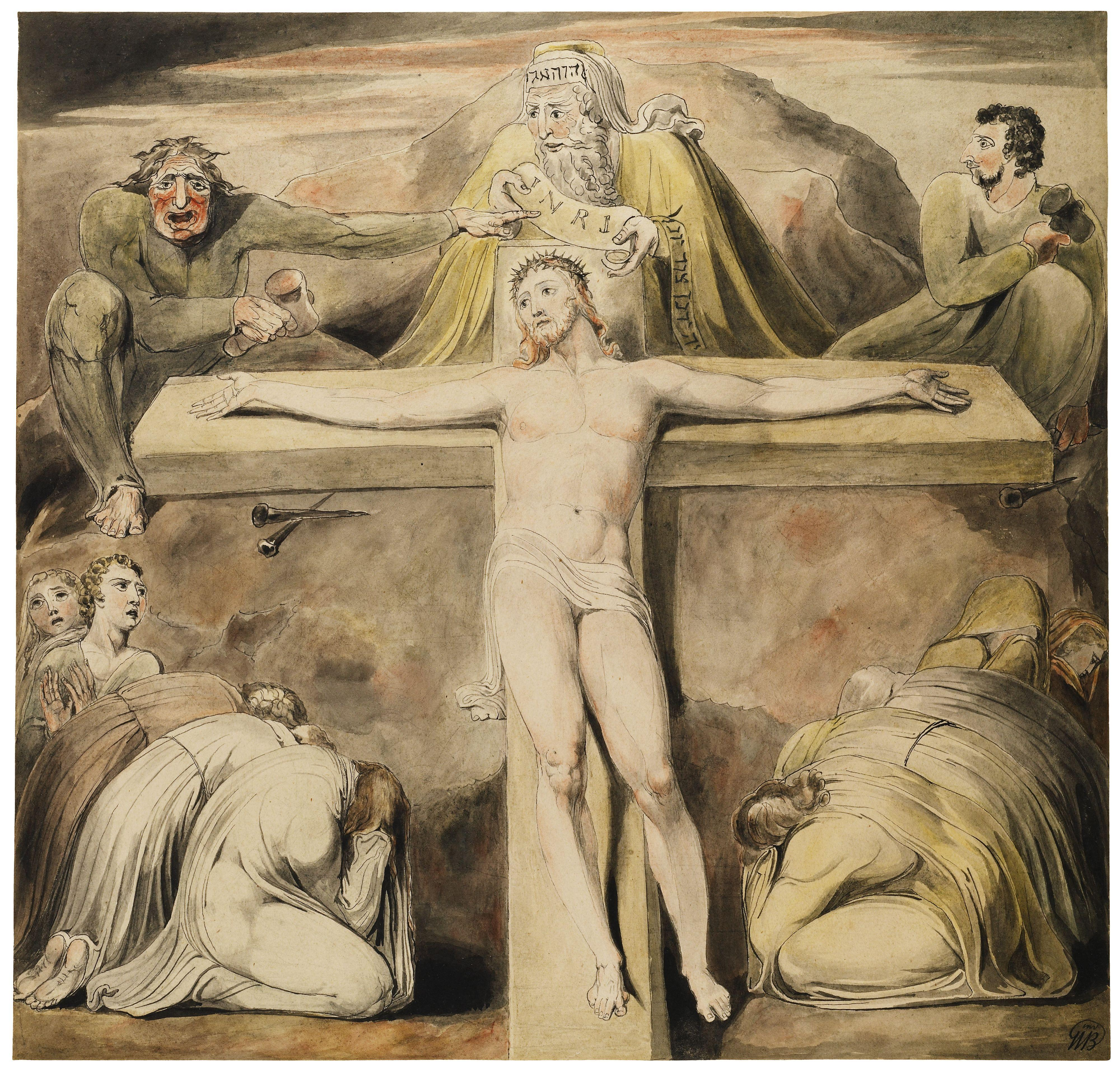
Watari stirbt am Ende der Geschichte einen Märtyrertod.

Martyrium (japanisch 殉教, Junkyō) ist eine 1965 veröffentlichte Kurzgeschichte und eines der wenigen Werke, in denen sich Mishima explizit Symboliken und Themen des Christentums bedient.
Sie handelt von der bizarren Beziehung eines gemobbten Jungen namens Watari und eines tyrannischen Mobbers, genannt der Dämonenkönig. Als der Dämonenkönig seinen Freunden ein pornographisches Buch zeigen will, stellt er fest, dass dieses gestohlen wurde, und nutzt dies als Vorwand, um den unbeliebten Watari zu verprügeln. Dieser schleicht sich am Abend, vermeintlich mit dem Ziel, den Dämonenkönig im Schlaf zu töten, in dessen Zimmer und beide werden miteinander intim. Die Tage darauf bemerken die anderen Kinder die Zuneigung des Dämonenkönigs zu Watari und lassen diesen in Frieden, bis eine neue Gruppe Erstklässler kommt, die sich durch den Dämonenkönig die Erlaubnis holt, Watari zu quälen. Zum ersten Mal wehrt sich Watari, sodass der Dämonenkönig die Kinder initiiert, ihn zu töten. Als die Gruppe nach dem Schulunterricht zurück in den Wald geht, um Wataris Leiche zu entsorgen, ist er verschwunden. Mishima machte früh deutlich, dass es zur Interpretation der Geschichte notwendig ist, Wataris Tod als Märtyrertod zu verstehen.

### Handlung

#### Mobbing
Die Erzählung spielt in einer Aristokratenschule, die durch einen Schüler, genannt „der Dämonenkönig“, beherrscht wird. Die Erstklässler sind verpflichtet, das erste Schuljahr im Schulwohnheim zu leben, um sich an das Kommunenleben zu gewöhnen. Durch den Dämonenkönig verfällt die Schule in Chaos: So steht in jedem Klassenraum ein „Grabstein mit den Namen der Lehrer“ und in einigen Räumen wurde eine Falle aufgestellt, sodass der Tafelschwamm beim Öffnen der Tür genau auf die Glatze des Biologielehrers fallen würde; im Lehrerzimmer werden regelmäßig Sachen angezündet und ein Lehrer musste ins Krankenhaus, nachdem kleine Nadeln auf seinem Stuhl ausgebreitet wurden.
Der Dämonenkönig lockt seinen Kumpel K in sein Zimmer im zweiten Stock, um ihn ein pornographisches Buch zu zeigen. Es versammeln sich mehrere Schüler im Zimmer, aber der Dämonenkönig kann das Buch nicht finden und glaubt, jemand habe es gestohlen. K sagt zur Gruppe, dass er sich sicher sei, der schüchterne Aussenseiter Watari habe das Buch gestohlen. Watari ist ein ungepflegter, hässlicher Junge, mit der seltsamen Angewohnheit immer, wenn er gerade drangsaliert wird, in den Himmel zu starren – was seinerseits Gegenstand weiterer Mobbingattacken wurde. „Immer, wenn wir ein bisschen Spaß mit ihm haben, schaut in den Himmel als wär er ein Christ, der von Gott gerettet werden will. Und immer wenn er es tut, sieht man seine kleine Schweinsnase.“, sagt M, der penetranteste seiner Mobber.
M, K und der Dämonenkönig ziehen Watari auf sein Bett, nennen ihn „Dieb“ und schlagen auf den schwächlichen Jungen ein. Seine Nase und seine Rippen brechen zum Geräusch des quietschenden Bettes. Sie schütten seinen Rucksack aus und finden tatsächlich das pornographische Buch, das sie gesucht haben.

#### Sex
Der Dämonenkönig wird in der Nacht durch einen Albtraum geweckt und sieht erschrocken Watari vor seinem Bett stehen. Während sich ihre beiden Augen treffen, stößt er einen lauten Schrei aus, doch aus unerklärlichen Gründen verlässt das Geräusch nicht seinen Kehlkopf: „Watari, du bist gekommen, um dich zu rächen, richtig? Du wolltest mich töten?“. Ohne Vorwarnung springt er ihn an, schlägt über zwanzig Minuten lang auf ihn ein und droht ihm: „Ich werde sicherstellen, dass ich dich vor allen im Badezimmer bloßstelle.“
Der Dämonenkönig zieht Watari die Hosen runter und bespritzt dessen Gesäßhälften mit schwarzer Farbe. In dem Moment überkommt eine seltsame Lust: Zum einen liegt vor ihm der Junge, der versucht hat, ihn umzubringen, zum anderen erregt ihn das Gefühl von Überlegenheit, nicht getötet worden zu sein. Er reißt Wataris Gesäßhälften auseinander und hat mit ihm Analsex, erst brutal und nachher leidenschaftlich. Sie drehen sich zueinander und beginnen sich schließlich zu küssen.

#### Opferung
Die Gerüchte, dass etwas zwischen Watari und dem Dämonenkönig vor sich geht, verbreiten sich in der Schule. Doch anstatt dem Dämonenkönig zu schaden, wird Watari nicht mehr weiter gemobbt – jeder, den der König mag, darf kein Mobbingopfer sein. Die neuen Erstklässler fragen den Dämonenkönig, um welches Opfer sie sich als nächstes kümmern sollen. Aus Angst, sein Geheimnis mit Watari zu lüften, nennt er diesen, sodass sich die acht Jungen gemeinsam in den Schulgarten machen, um Watari aufzusuchen. Die Jungen umkreisen den ungewohnt selbstsicher aussehenden Jungen und der Dämonenkönig spricht das Urteil „Watari, du bist ein wenig zu groß für deine Schuhe geworden. Ich glaube, jemand anderes könnte die besser gebrauchen.“ Watari sieht hierin seine Chance und – überraschend für die ganze Gruppe – springt den Dämonenkönig an, beißt ihm fest in den Arm und rennt davon. Der Arm des Dämonenkönigs fängt stark an zu bluten, doch die anderen Kinder können es nicht sehen, da sie schon mit voller Kraft Watari hinterherrennen und ihn letztlich auch einholen.
Der Dämonenkönig ruft die Gruppe zu sich, holt ein Seil aus seiner Tasche und befiehlt M, dieses an einer großen Kiefer zu befestigen. Während die Gruppe das Seil zu einem Henkersknoten bindet, schaut Watari mit großen Augen zum Himmel auf. Die Gruppe drückt seinen Kopf durch die Schlaufe und zieht es nach Oben; mehrere Minuten später ist Watari tot. Die Gruppe ist freudig erregt von dem Gedanken, einen Menschen getötet zu haben, und geht zurück in den Klassenraum. In der kurzen Pause vor der nächsten Stunde gehen sie zurück zur Kiefer, um Wataris Leiche zu entsorgen, doch der Anblick erschrickt sie: Das Seil hängt lose, der gehängte Leichnam ist nirgendwo zu sehen.

## 7. Geschichte:Pilgerfahrt zu den drei Schreinen von Kumano
Pilgerfahrt zu den drei Schreinen von Kumano (japanisch 三熊野詣, Mikumanomōde) ist die titelgebende Kurzgeschichte der Sammlung, bestehend aus sechs Kapiteln. Durch ihre Länge von knapp sechzig Seiten wird sie vereinzelt auch als Novelle bezeichnet.
Sie erzählt die Geschichte eines alten Professors und seiner Schülerin, die zu einer Pilgerfahrt nach Kumano reisen. Während sie den Professor beobachtet, wie er drei beschriftete Kämme an drei verschiedenen Schreinen vergräbt, deren Zusammensetzung den Namen seiner Geliebten ergeben, kämpft die Witwe mit ihren eigenen Gefühlen für den Professor. Erst zum Ende wird ihr klar, dass es sich bei der Geschichte wohl um eine Lüge handelt, schätzt ihn aber umso mehr wert, ihr bewusst Inspirationen für ihre eigene Karriere als Dichterin zu geben. Vorbild für den Professor war vermutlich der Folklorist Orikuchi Shinobu.

### Handlung
Tsuneko, eine verwitwete Frau ohne Verwandtschaft, lebt seit zehn Jahren mit Professor Fujimiya, einem berühmten Dichter und Professor für japanische Literatur, platonisch zusammen. Seine Forschungsarbeit ist renommiert, bei den Studenten ist er wegen seiner strengen Bewertung aber unbeliebt. Tsuneko zeigt ihm regelmäßig ihre Gedichte und obwohl er sie fast ausschließlich negativ rezensiert, freut sie sich jedes Mal auf seine Rückmeldungen.
Eines Tages wird Tsuneko von Fujimiya gebeten, ihn auf seine Sommerreise nach Kumano zu begleiten – den Ort seiner Jugend, an den er seither nie mehr zurückgekehrt ist. Tsuneko freut sich über die Einladung, ist aber gleichzeitig skeptisch, wieso er sie plötzlich mitnehmen möchte. Er gab ihr keine genauen Anweisungen über etwaige Kleiderordnungen, dafür sollte sie aber ein Buch mitnehmen: die Gedichtssammlung von Eifuku Mon’in, einer gefeierten japanische Poetin und Zweitfrau von Tennō Fushimi.
Nachdem beide die Nachi-Wasserfällen beobachtet haben, nimmt sich Fujimiya drei Kämme aus einer vergrabenen Truhe und beschriftet sie mit den Silben "Ka", "Yo" und "Ko". Er vergräbt den "Ka"-Kamm am Nachi-Taisha-Schrein. Tsuneko hilft ihm dabei, fühlt aber zum ersten Mal eine seltsame Art von Eifersucht; ihre Freude darüber, den Professor begleiten zu dürfen, schwindet. Am selben Abend liest sie die Gedichtsammlung von Mon'in, spürt, dass sie kein Talent fürs Dichten hat, und weint vor den Augen des Professors.
Am nächsten Tag vergräbt Fujimiya den "Yo"-Kamm am Hayatama-Taisha-Schrein und den "Ko"-Kamm am Hongū-Taisha-Schrein. Tsuneko schlussfolgter, dass "Kayoko" eine schöne Frau sein muss, die aber bereits verstorben ist; ihre Eifersucht verschwindet wieder. Bei einem gemeinsamen Abendessen verrät Fujimiya die Bedeutung der Kämme: In seiner Heimatstadt hatte er eine Geliebte namens Kayoko, die ihrer Krankheit erlag, als sich ihre Eltern von ihr abwandten. Ihr größter Traum war es immer, den Mikumano-Wanderpfand zu laufen und Fujimiya versprach ihr am Sterbebett, sie dorthin zu bringen, wenn er das sechzigste Lebensjahr erreicht.
Tsunekos Intuition sagt ihr, dass der Professor die Geschichte erfunden hat, um eine Legende über sich zu entwickeln, die Tsuneko inspirieren soll. Er bittet sie, aus "seiner Geschichte" ein Gedicht zu schreiben und hocherfreut antwortet sie „Dankeschön, dankeschön, ich werde mich direkt dransetzen.“ Obwohl sie weiß, dass der Professor sie belogen hat, glaubt sie, durch diese Tat noch enger mit ihm verbunden zu sein, als zuvor. Folglich tut sie so, als ob sie ihm glaubte. Ihre Eifersucht ist mittlerweile komplett verschwunden und Tsuneko fühlt ein befreiendes Gefühl von Erleichterung.

### Figuren

#### Prof. Fujimiya
60 Jahre alt, unverheiratet, bekannter Dichter, Doktor der Literatur (ein nur in Japan erhältlicher Promotionstitel) und Seniorprofessor an der Seimei-Universität. Berühmte wurde er für seine Forschungen über die antike und moderne Literaturlehre. Wegen seines unattraktiven Äußeren war er häufig Opfer von Spott, wodurch er seine schroffe und gnadenlose Art, vor allem gegenüber seinen Studenten entwickelte. Er hat eine unnatürlich hohe Sopranstimme, seine Schultern sind gekrümmt, sein graues Haar ist schwarz gefärbt und er schielt. Als er noch dicker war, wurde er beim American Football seinen Mitschülern „schmutziger Ball“ genannt; ein Spitzname, den er für einige seiner Werke nutzt. Er legt großen Wert auf die Etikette seiner Studenten, welche ihn hinter seinem Rücken als „Monster“ und „Tyrann“ verspotten. Seine Lieblingsspeisen sind Rindfleisch, Sardinen und Kakis. Er ist leicht neurotisch und trägt immer einen in Alkohol getränkten Wattebausch mit sich. Zuhause hat er keinen Fernseher.

#### Tsuneko
45 Jahre alt, Witwe ohne Verwandtschaft und Schülerin Fujimiyas. Sie ist eine einfache und reservierte Person, die durch ihre „dicke Kartoffelnase“, ihre „auseinanderstehenden Zähne“ und ihr „Überbiss“ eher unattraktiv ist. Ihr Mann starb nach zwei Jahren Ehe an einem überraschenden Herzinfarkt. Obwohl sie seit zehn Jahren bei Fujimiya lebt, sich um seine Mahlzeiten und seine Angelegenheiten kümmert, hatten beide nie eine Beziehung geführt oder sind anderweitig miteinander intim geworden.

### Veröffentlichung
Pilgerfahrt zu den drei Schreinen von Kumano wurde 1965 in der Januarausgabe der Zeitschrift Shinchō veröffentlicht und am 30. Juli als Buch durch Shinchosha wiederveröffentlicht.

### Kontemporäre Einordnung
Toru Matsumoto beschreibt Mishimas Gemütszustand zum Zeitpunkt der Kurzgeschichte als eine Mischung aus den „Zweifeln“, die er kurz vor Beginn seines Opus magnum Das Meer der Fruchtbarkeit hegte und der „Enttäuschung“, die ihm immer noch durch seinen kritischen Misserfolg Kyōkos Haus beiwohnte und ihm bewies, nicht der „unantastbare Schriftsteller“ zu sein, für den er sich lange hielt. Mishima habe zu dem Zeitpunkt seine Kindheit bereits als sein „goldenes Zeitalter“ betrachtet und alles, nach seinem zwanzigsten Lebensjahr, als „Verschwendung.“ Dies zeigt sich auch in besagter Tetralogie, in der alle Protagonisten mit 20 Jahren sterben.
Hideaki Sato erwähnt, dass Mishima Pilgerfahrt zu den drei Schreinen von Kumano zum selben Zeitpunkt schrieb, in der er den japanischen Folkloristen Orikuchi Shinobu kritisierte, welcher wohl das Vorbild für den Professor war. Mishima selbst sagte in dem Kontext:

„Man spürt bei Pilgerfahrt zu den drei Schreinen von Kumano hoffentlich, wie sehr ich die folkloristischen und psychoanalytischen Methoden verurteile. Früher liebte ich die Folklore, doch mittlerweile habe ich mich von ihr entfernt, weil ihr etwas Unheimliches und Ungesundes beiwohnt. Ungesundes und Unheimliches sind die ursprüngliche Basis der Kunst und sowohl Folklore als auch die Psychoanalyse versuchen, diese zu kontextualisieren und zu heilen. Aber manchmal ist es besser, sie nicht zu heilen. Viele Japaner freuen sich darauf, wenn ihnen alles enthüllt wird, sie alles auf dem Silbertablett geliefert bekommen. Manchmal ist es aber besser, nicht alles zu wissen.“